# Vlaamse barokschilderkunst

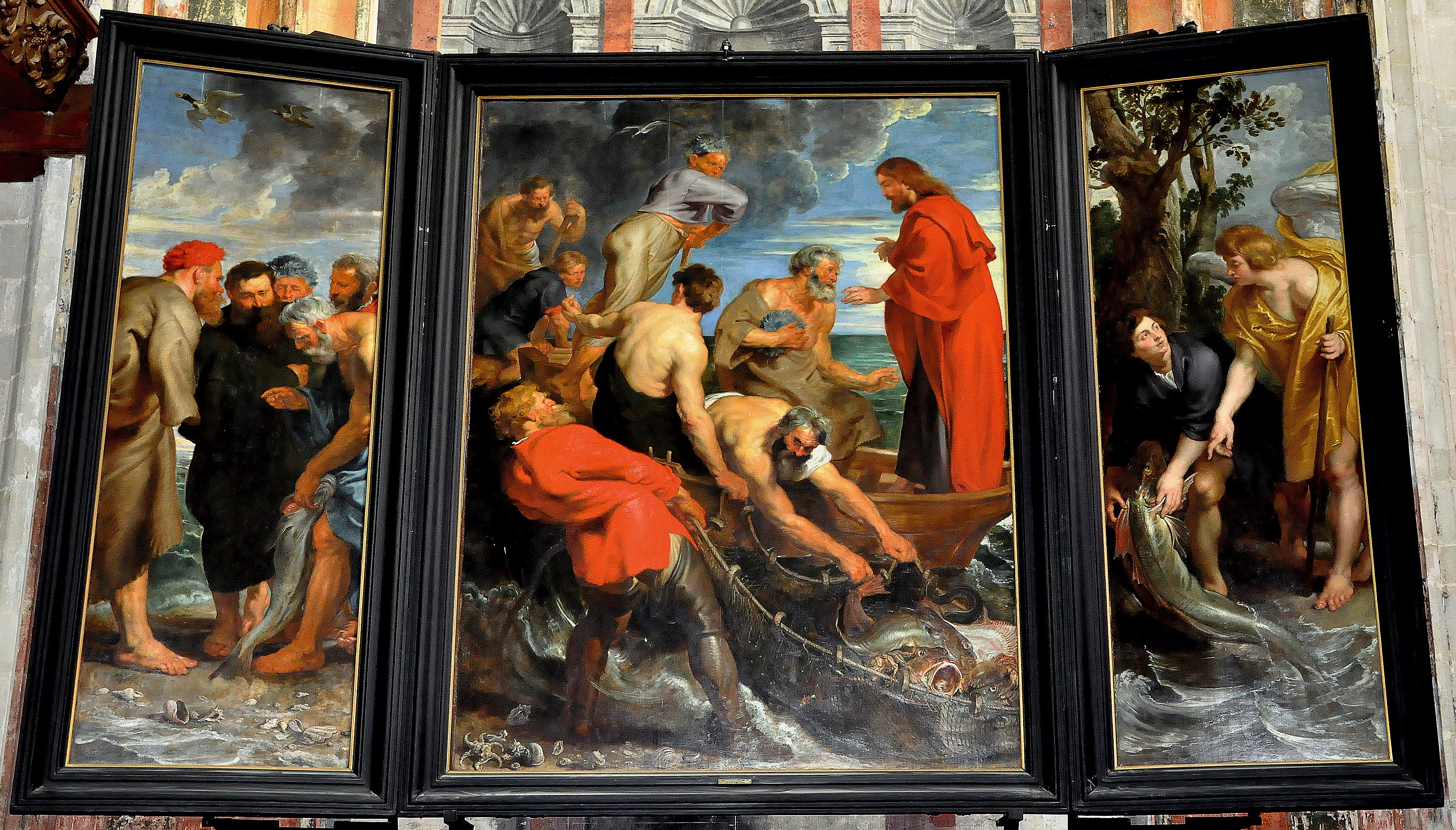
De wonderbare visvangst van Peter Paul Rubens (1618-1619) in de Onze-Lieve-Vrouw-over-de-Dijlekerk te Mechelen

De Vlaamse barokschilderkunst is de schilderkunst in barokstijl die zich ontwikkelde tijdens de periode tussen ongeveer 1585, toen de Republiek der Zeven Verenigde Nederlanden na de Val van Antwerpen zich afscheidde van het Zuiden, en ongeveer 1700, toen de laatste Spaanse koning die in het Zuiden regeerde, Karel II van Spanje, overleed. Antwerpen, waar Peter Paul Rubens, zijn leerling Anthony van Dyck en Jacob Jordaens actief waren, was het belangrijkste artistieke centrum naast Brussel en Gent. Het is een van de belangrijkste periodes in de Vlaamse schilderkunst.
Met name Peter Paul Rubens had grote invloed op de visuele kunst. Zijn innovaties maakten Antwerpen tot een van Europa's meest belangrijke kunststeden. De schilderijen van Rubens en andere kunstenaars van de Antwerpse School waren belangrijk in de strijd van de contrareformatie tegen het opkomend protestantisme. Anthony van Dyck vernieuwde de portretkunst in Engeland. Andere ontwikkelingen in de Vlaamse barokschilderkunst liepen parallel aan de ontwikkelingen tijdens de Gouden Eeuw in de Nederlandse Republiek, met specialisten historieschilderkunst, portretschilderkunst, genrestukken, marines, landschapschilderkunst en stillevens.

## Algemene karakteristieken
Vlaams in deze context en in de artistieke periodes zoals die van de Vlaamse Primitieven omvatte naast het oude graafschap Vlaanderen ook delen van het hertogdom Brabant en het autonome prinsbisdom Luik. Het voornaamste centrum van vernieuwende artistieke productie was evenwel Antwerpen in Brabant. Dat was vooral te danken was aan de aanwezigheid van Rubens. Brussel, ook in Brabant, was belangrijk omwille van de aanwezigheid van het hof met hovelingen die David Teniers uitnodigden om voor hen te werken.

## Laat Maniërisme
Alhoewel de schilderijen van het einde van de 16e eeuw in het algemeen tot het Noordelijke maniërisme behoren en nog de invloed onderging van het laat-renaissance zoals in heel Europa, waren er toch kunstenaars zoals Otto van Veen, Adam van Noort, Maerten de Vos en de familie Francken die het pad effenden voor de plaatselijke barok. Tussen 1585 en het begin van de 17e eeuw maakten ze veel nieuwe altaarstukken na de vernielingen vanaf 1566 van de beeldenstorm. Frans Francken (II) en Jan Brueghel de Oude verwierven bekendheid met hun miniaturen die vaak mythologische en historische onderwerpen hadden.

## De glorietijd van Rubens
Peter Paul Rubens (1577–1640) was een leerling van Otto van Veen en Adam van Noort. Hij verbleef acht jaar in Italië (1600–1608) en bestuurde voorbeelden van de klassieke oudheid, de Italiaanse renaissance, Adam Elsheimer en Caravaggio. Bij zijn terugkeer in Antwerpen zette hij een groot atelier op met leerlingen als Anthony van Dyck. Hij oefende een algemene invloed uit op de Vlaamse kunstenaars.

## Specialisatie en samenwerking
Vlaamse barokschilders werkten vaak samen omdat bepaalde schilders zich specialiseerden in het schilderen van dieren, landschappen, bloemen, enzovoorts. Frans Snyders werd gevraagd wegens zijn afbeeldingen van dieren, en Jan Brueghel de Oude om zijn landschappen en bloemen. Beide kunstenaars werkten met Rubens samen waarbij deze zich beperkte tot het schilderen van de menselijke figuren en zij de rest invulden. bloemenstillevens die zich ontwikkelden rond 1600 door kunstenaars zoals Jan Brueghel de Oude waren gedeeltelijk een Vlaamse vernieuwing die haar weerklank vond in de doeken van de in Antwerpen geboren Ambrosius Bosschaert de Oude (1573-1621). Andere genres in de schilderkunst die verbonden zijn met Vlaamse barokschilders zijn de monumentale jachtscènes van Rubens en Snyders en de galerijschilderijen van Willem van Haecht en David Teniers de Jongere.

## Historiestukken
Historieschilderkunst, die Bijbelse, mythologische en historische thema's behandelen, werden door de 17e-eeuwse kunstkenners beschouwd als de meest nobele vorm van kunst. Abraham Janssens was een belangrijke historieschilder in Antwerpen tussen 1600 en 1620, alhoewel Rubens na 1609 de leidende figuur was. Zowel van Dyck als Jacob Jordaens waren actieve schilders van monumentale historiescènes. Na Rubens' dood was Jordaens de belangrijkste Vlaamse schilder. Andere vermeldenswaardige kunstenaars die het idioom van Rubens volgden waren Gaspar de Crayer, die in Brussel actief was, Artus Wolffort, Cornelis de Vos, Jan Cossiers, Theodoor van Thulden, Abraham van Diepenbeeck, en Jan Boeckhorst. Tijdens de tweede helft van de eeuw combineerden historieschilders de lokale invloeden met hun kennis van het classicisme en de Italiaanse barok. Schilders die deze strekking volgden waren Erasmus Quellinus de Jongere, Jan van den Hoecke, Pieter van Lint, Cornelis Schut, en Thomas Willeboirts Bosschaert. Later in de 17e eeuw was het Anthony van Dyck die een grote invloed liet gelden op schilders als Pieter Thijs, Lucas Franchoys de Jongere, en schilders die geïnspireerd werden door het theatrale van de late barok zoals Theodoor Boeyermans en Jan Erasmus Quellinus. Daarnaast bestond er een Vlaamse variant van het caravaggisme zoals beoefend door Theodoor Rombouts en Gerard Seghers.

## Religieuze schilderijen
Rubens was prominent aanwezig bij de ontwikkeling van de barokke altaarstukken. De triptiek De kruisafneming (1611-1614) dat hij schilderde voor de gilde van de haakbusschutters in de Onze-Lieve-Vrouwekathedraal van Antwerpen met zijluiken die de Visitatie en de Opdracht van Jezus in de Tempel is een belangrijke reflectie van de ideeën van de Contrareformatie over kunst, gecombineerd met het naturalisme uit de baroktijd, dynamiek en monumentaliteit.

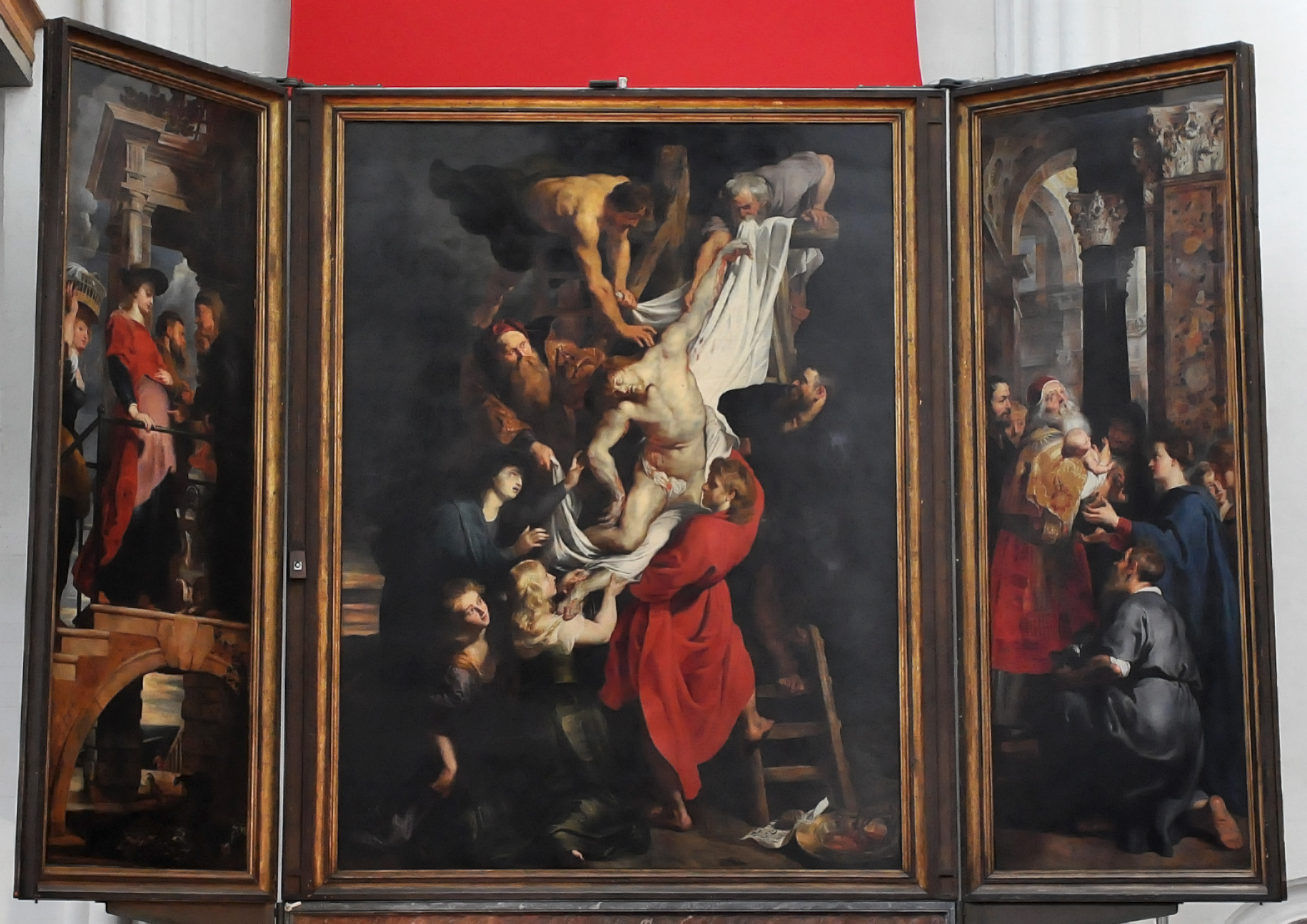
De kruisafneming van Rubens in de Kathedraal van Antwerpen

## Portretschilderkunst
Rubens was niet overwegend een portretschilder. In zijn vroege werken vindt men doeken terug zoals het Portret van Brigida Spinola-Doria (1606, National Gallery of Art, Washington, D.C.), schilderijen van zijn vrouwen zoals dat van Hélène Fourment en talrijke portretten van vrienden en edelen. Hij oefende een sterke invloed uit op de barokke portretkunst via zijn leerling Anthony van Dyck. Van Dyck werd hofschilder van koning Karel I van Engeland en had op zijn beurt invloed op de Engelse portretschilderkunst. Andere succesvolle portretschilders waren Cornelis de Vos en Jacob Jordaens. Alhoewel de meeste Vlaamse portretschilders hun opdrachtgevers levensgroot afbeeldden, waren de portretten van Gonzales Coques and Gillis van Tilborch groepsportretten op een kleinere schaal.

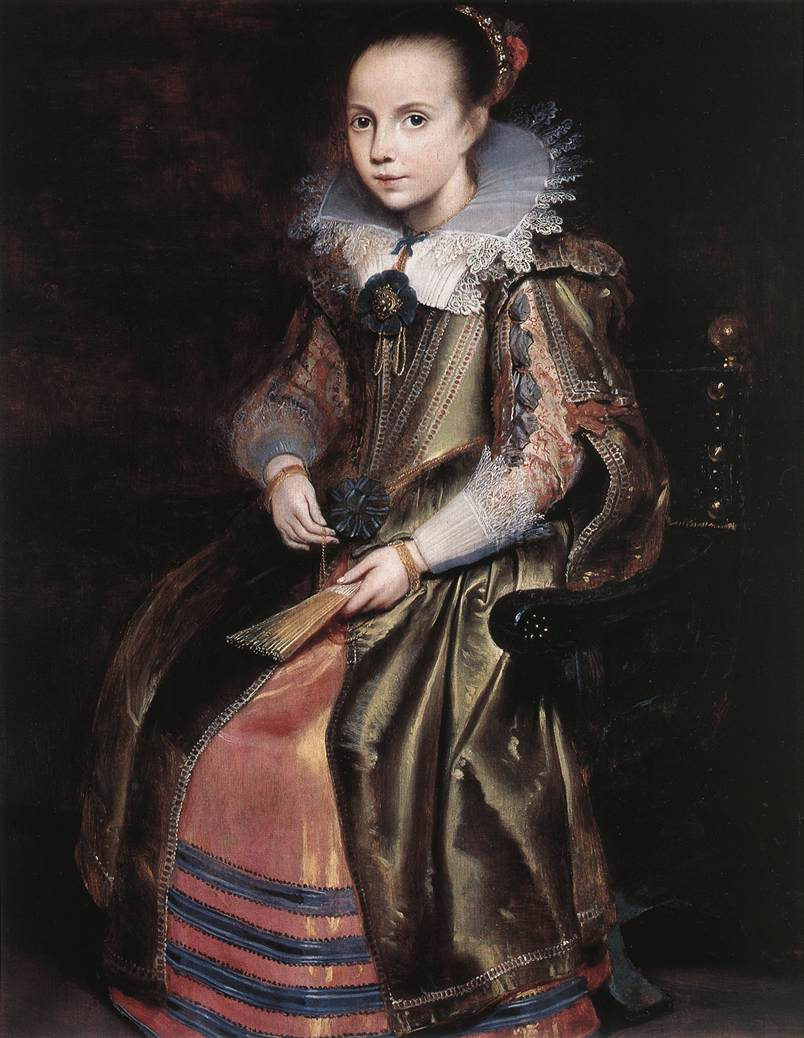
Elisabeth Vekemans als meisje van Cornelis de Vos Kunstverzameling Fritz Mayer van den Bergh
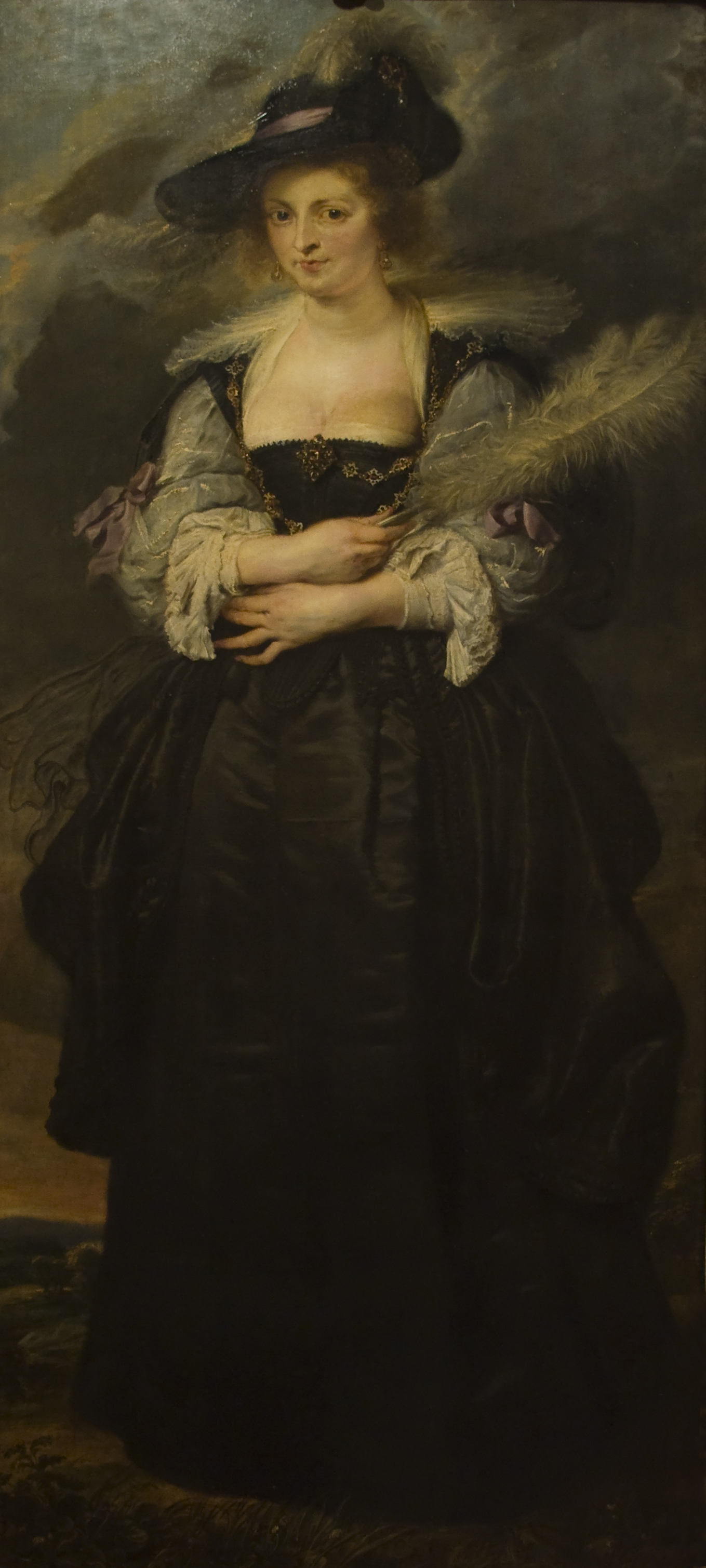
Hélène Fourment van Rubens in het Museu Calouste Gulbenkian te Lissabon

## Genrestukken
Genrestukken zijn scènes uit het alledaags leven en zeer verspreid in de 17e eeuw. Veel kunstenaars volgden de traditie van Pieter Bruegel de Oude wanneer ze het boerenleven afbeeldden, maar elegante scènes uit het leven van de bovenlaag met modieus geklede koppels tijdens bals of in lusttuinen werden vaak op doek gezet. Adriaen Brouwer, wiens doeken vaak boeren die drinken en vechten tonen, had veel invloed. Schilderijen van vrouwen die huishoudelijke taken uitvoeren waren populair in de Noordelijke Nederlanden door Pieter de Hooch en Johannes Vermeer, maar niet in het zuiden, alhoewel schilders zoals Jan Siberechts dit thema soms opnamen.

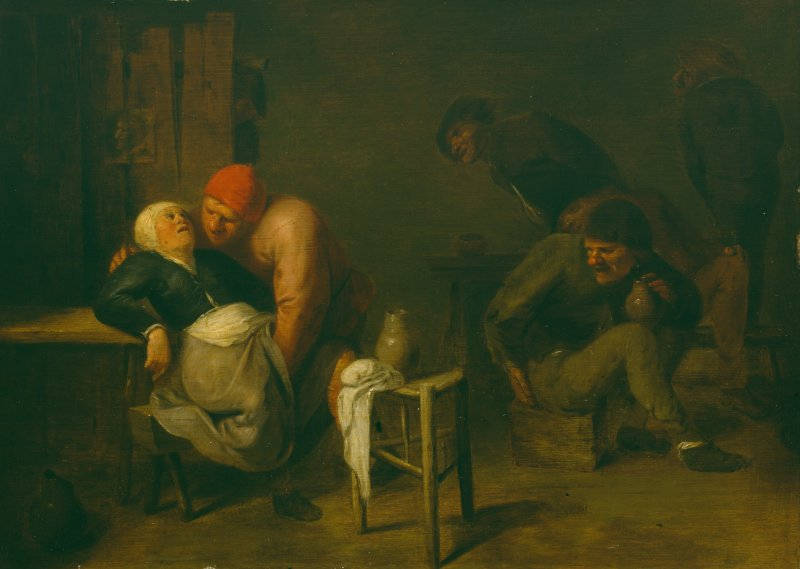
Boerenherberg van Adriaen Brouwer
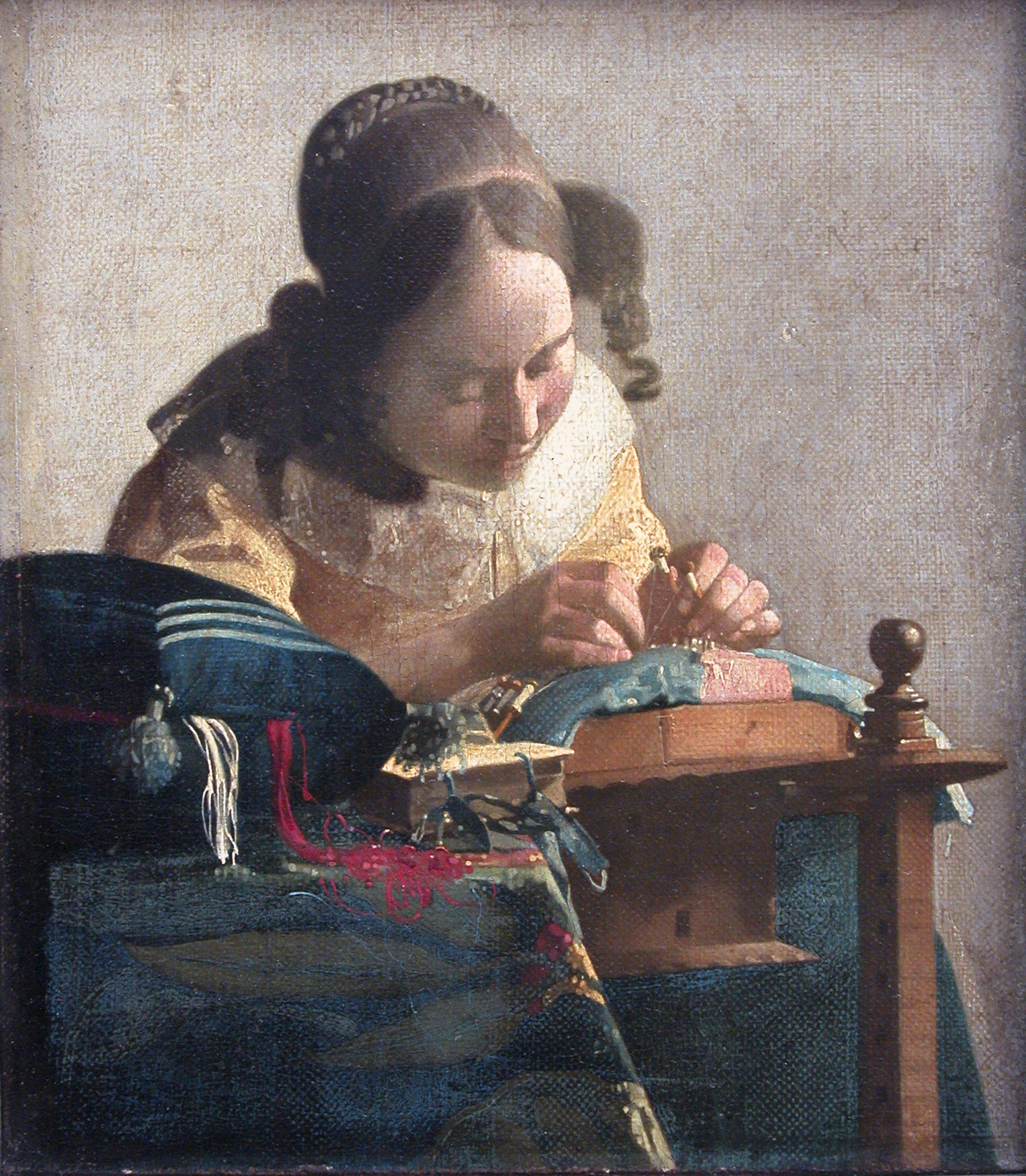
De klantklosster van Jan Vermeer
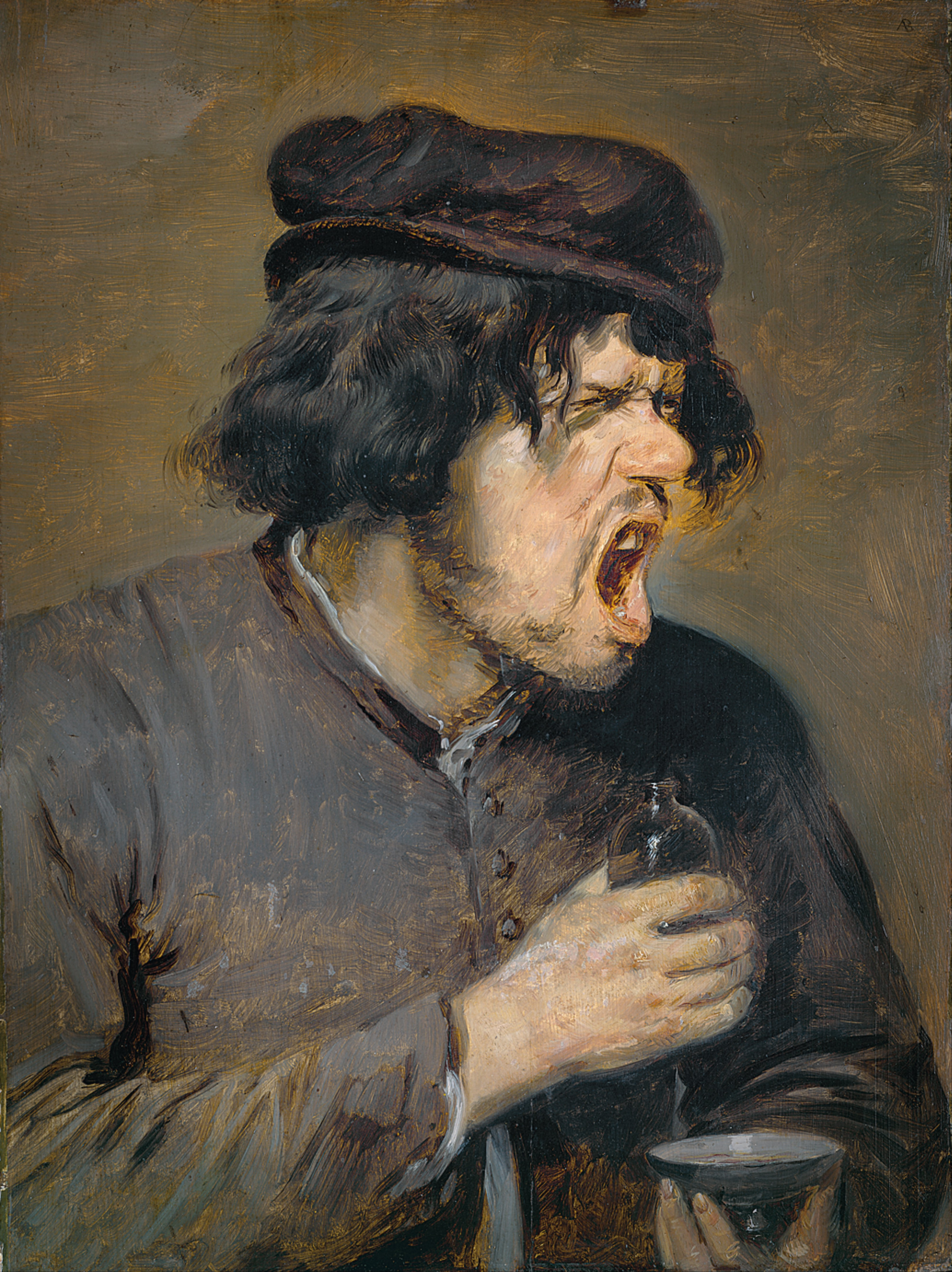
De bittere drank van Adriaen Brouwer
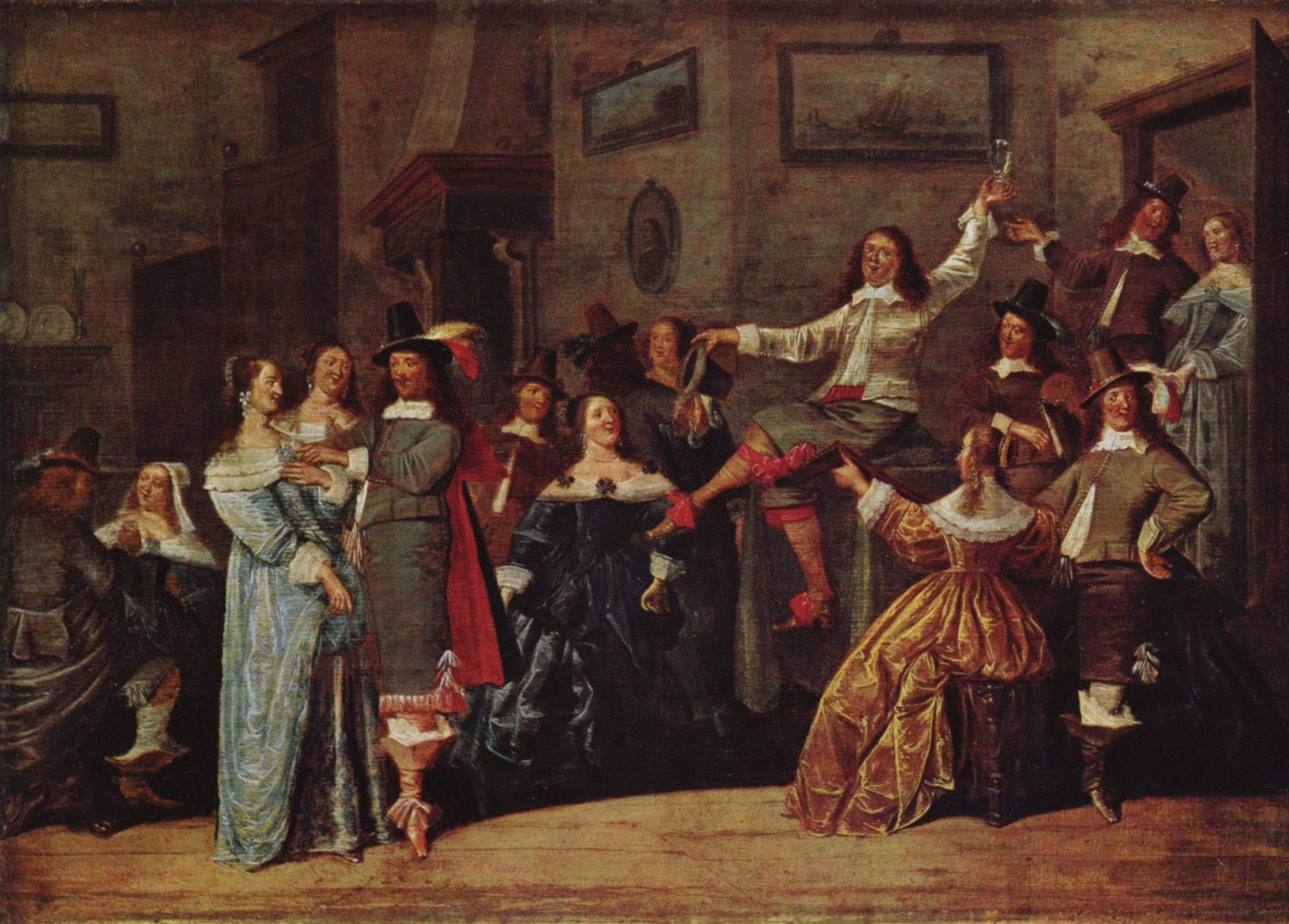
Vrolijk gezelschap van Dirck Hals
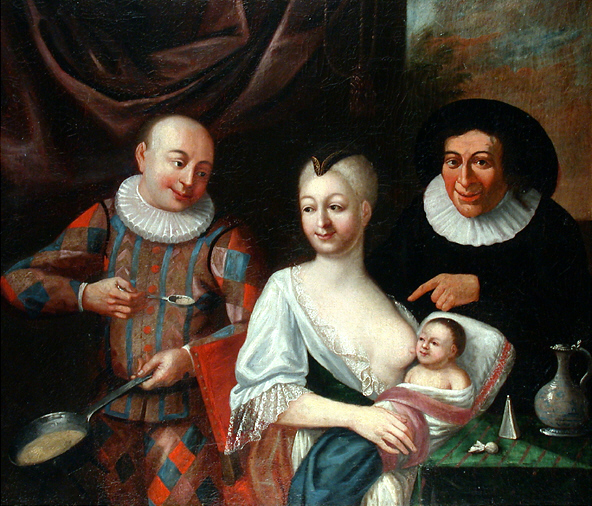
Moeder en kind met Harlekijn van onbekende Vlaamse schilder (18e eeuw)

### De Bruegeltraditie
Vlaamse genreschilderkunst is sterk verbonden met de tradities van Pieter Bruegel de Oude en hij ontwikkelde een stijl die gevolgd werd tot in de 17e eeuw via kopieën en nieuwe composities gemaakt door zijn zonen Pieter Brueghel de Jonge en Jan Brueghel de Oude. Veel van deze kermistaferelen en scènes van boeren die deelnemen aan nog andere vermakelijkheden zijn bekeken vanaf een hoog gezichtspunt. Kunstenaars in de Nederlandse Republiek, zoals de in Vlaanderen geboren David Vinckboons en Roelant Savery maakten gelijkaardige werken van rustieke scènes uit het leven van alledag die grote overeenkomsten toonden met Nederlandse en Vlaamse schilderkunst.

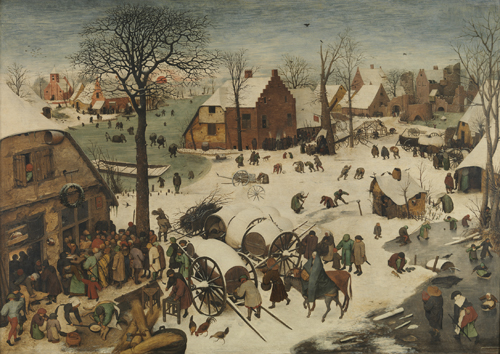
Volkstelling te Bethlehem, het origineel van Pieter Brueghel de Oude in het Koninklijke Musea voor Schone Kunsten van België te Brussel
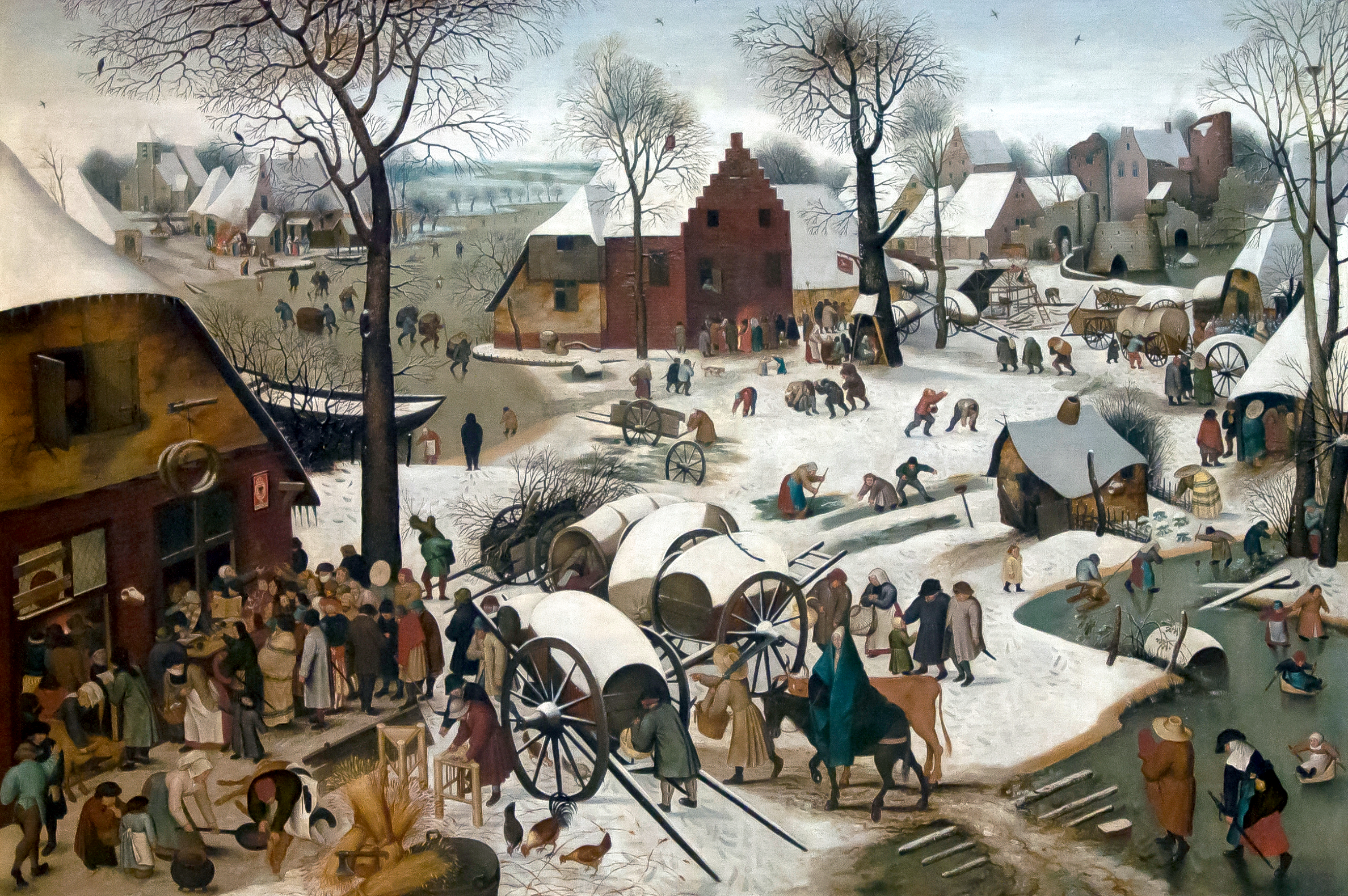
Volkstelling in Bethlehem een kopie van het werk van Brueghel de Oude door zijn zoon Pieter Brueghel de Jonge

### Adriaen Brouwer en zijn volgelingen
Adriaen Brouwer (1605 of 1606–1638) schilderde de voor hem typische werken van scènes van armzalige boeren die vechten, drinken, spelen en overdreven en onbeschoft gedrag vertonen. Hij werd geboren in de Zuidelijke Nederlanden maar leefde in de jaren rond 1620 in Amsterdam en Haarlem waar hij onder de invloed kwam van Frans Hals en Dirck Hals. Toen hij in 1631 of 1632 terugkeerde naar Antwerpen introduceerde hij een nieuwe, invloedrijke vorm waarbij het thema werd uitgewerkt als interieur.Hij maakte ook expressieve gezichtsstudies zoals De bittere drank (zie afbeelding), een genre dat als tronies wordt aangeduid. Brouwers kunst werd reeds om zijn kwaliteit geschat tijdens zijn leven en had een krachtige invloed op de Vlaamse kunst. Rubens bezat meer werken van hem dan eender welke andere schilder en David Teniers, Jan van de Venne, Joos van Craesbeeck en David Ryckaert III waren volgelingen.

### Elegante gezelschappen
Elegante koppels gekleed naar de laatste mode, vaak met onderliggende thema's als de liefde of de vijf klassieke zintuigen zijn vaak het werk van Hiëronymus Francken (II), Louis de Caullery, Simon de Vos, David Teniers en David Ryckaert III. Ook Rubens' Tuin van de liefde in het Museo del Prado rekent men hierbij.

### Monumentale genrestukken
De werken van Brouwer van elegante gezelschappen waren vaak klein van schaal maar andere kunstenaars lieten zich inspireren door Caravaggio en schilderden grootschalige, theatrale scènes waarin muzikanten, kaartspelers en waarzeggers op de voorgrond van de compositie traden. Deze doeken, zoals andere van de volgelingen van Caravaggio, vertonen over het algemeen sterke lichteffecten. Adam de Coster, Gerard Seghers en Theodoor Rombouts waren de belangrijkste exponenten van deze populaire stijl in het begin van de 17e eeuw, die vooral opgang maakte door Italiaanse volgelingen van Caravaggio zoals Bartolomeo Manfredi en Caravaggisten uit Utrecht zoals Gerrit van Honthorst. Rombouts onderging ook de invloed van zijn leermeester Abraham Janssens die invloeden van Caravaggio verwerkte in zijn historiestukken van de eerste decennium van de 17e eeuw.

### Jacob Jordaens
Jordaens werd Antwerpen's meest bekende schilder na de dood van Rubens in 1640. Hij is bekend vanwege zijn monumentale genrestukken zoals De koning drinkt en Zoals de ouden zongen, piepen de jongen. Veel van deze doeken gebruiken dezelfde compositie- en lichteffecten van de volgelingen van Caravaggio terwijl de stijl van Jordaens een impact hadden op Nederlandse schilders zoals Jan Steen.

### Gevechtsscènes
Een ander populair type van schilderijen dat ontwikkeld werd in Vlaanderen waren landschappen met historische en fictieve gevechten, maar ook schermutselingen en diefstallen. Sebastiaen Vrancx en zijn leerling Pieter Snayers waren bedreven in dit genre en Adam Frans van der Meulen, een leerling van Snayers, bleef ze schilderen in Antwerpen, Brussel en Parijs. Michael Sweerts, een Caravaggist, werd sterk beïnvloed in zijn stijl door zijn verblijf in Rome. In zijn doeken combineert hij landelijke scènes met klassieke poses en het Italiaans kleurenpalet.

### Bamboccianti en het Italiaans classicisme
Als gevolg van een toenmalige traditie reisden een aantal Vlaamse kunstenaars in de 17e eeuw naar Italië. Kunstenaars zoals Jan Miel en Michael Sweerts vestigden zich in Rome en schilderden in de stijl van Pieter van Laer. Ze waren gekend als de Bamboccianti (kleine poppetjes) omwille van de fysieke proporties van Van Laer en de kleine menselijke figuren op zijn schilderijen. Deze schilders specialiseerden zich in landelijke scènes uit het alledaagse leven in Rome en het Romeinse platteland. Deze schilderijen vinden hun inspiratie in de kleuren van de Campagna romana en klassieke beeldhouwwerken. De kunstenaars sloten zich aan bij de Bentvueghels, een wat losser georganiseerde vereniging dan de Sint-Lucasgilden; ze vielen op door hun drinkgelagen en zigeunerleven.

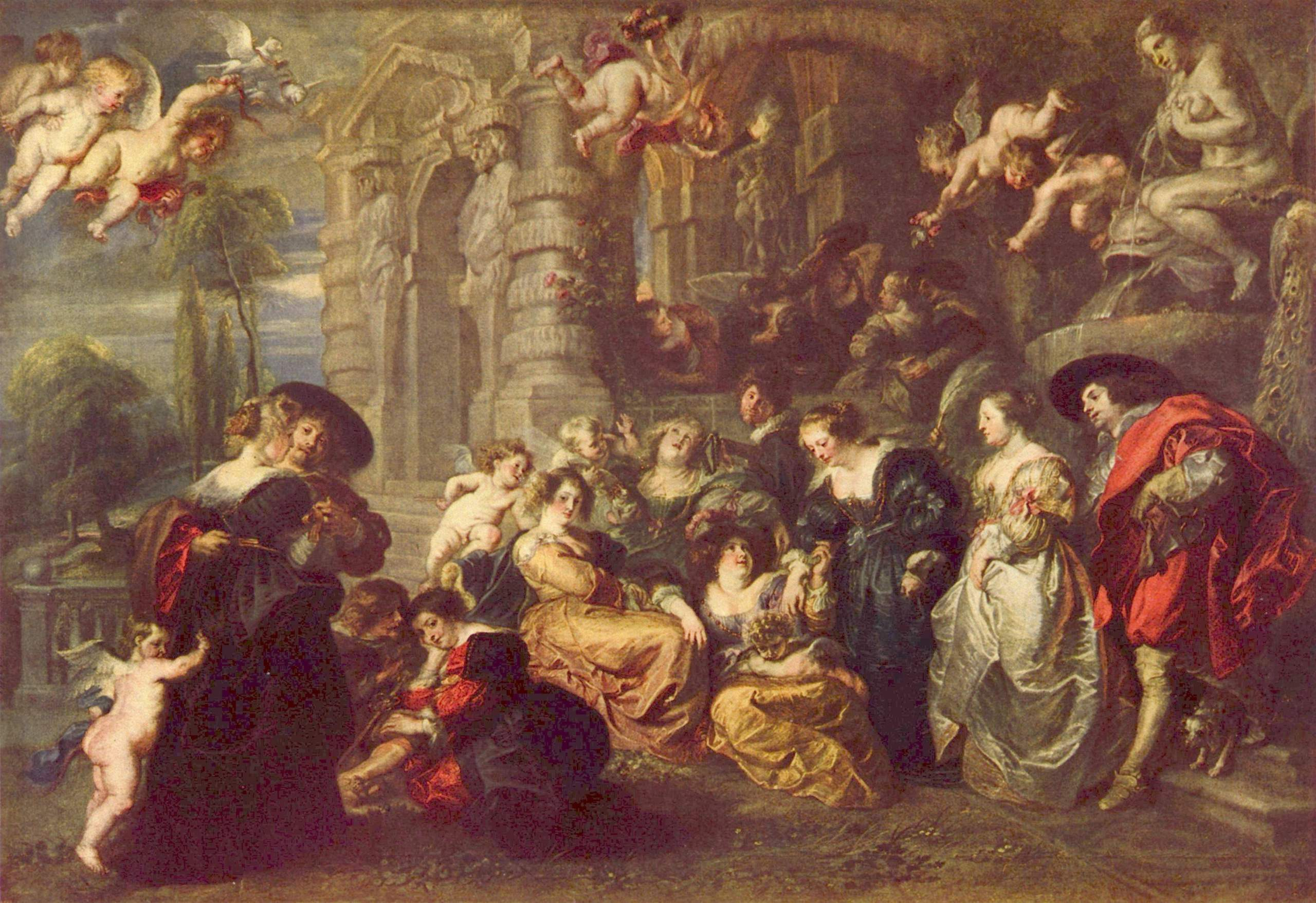
Tuin van de liefde van Rubens in het Prado
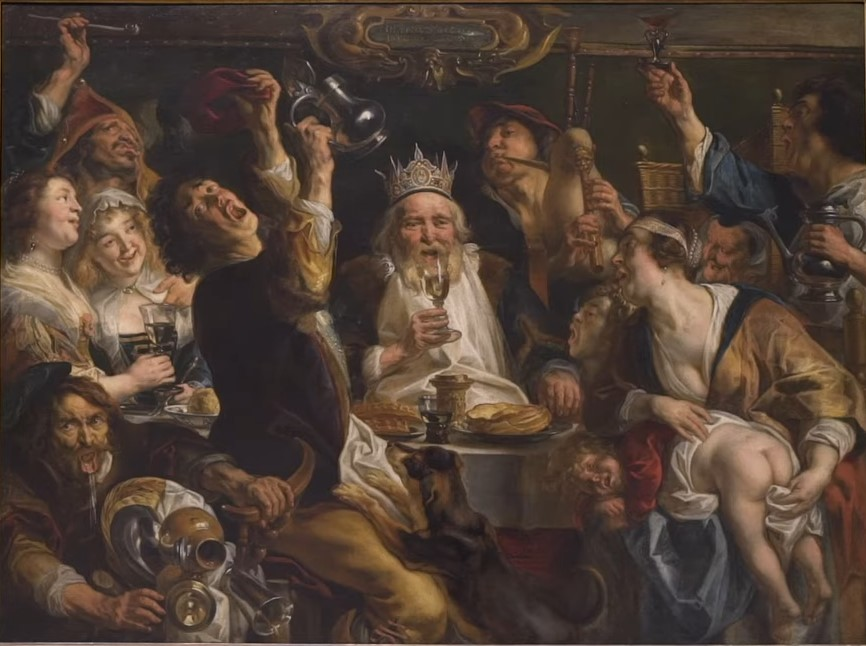
De koning drinkt van Jacob Jordaens
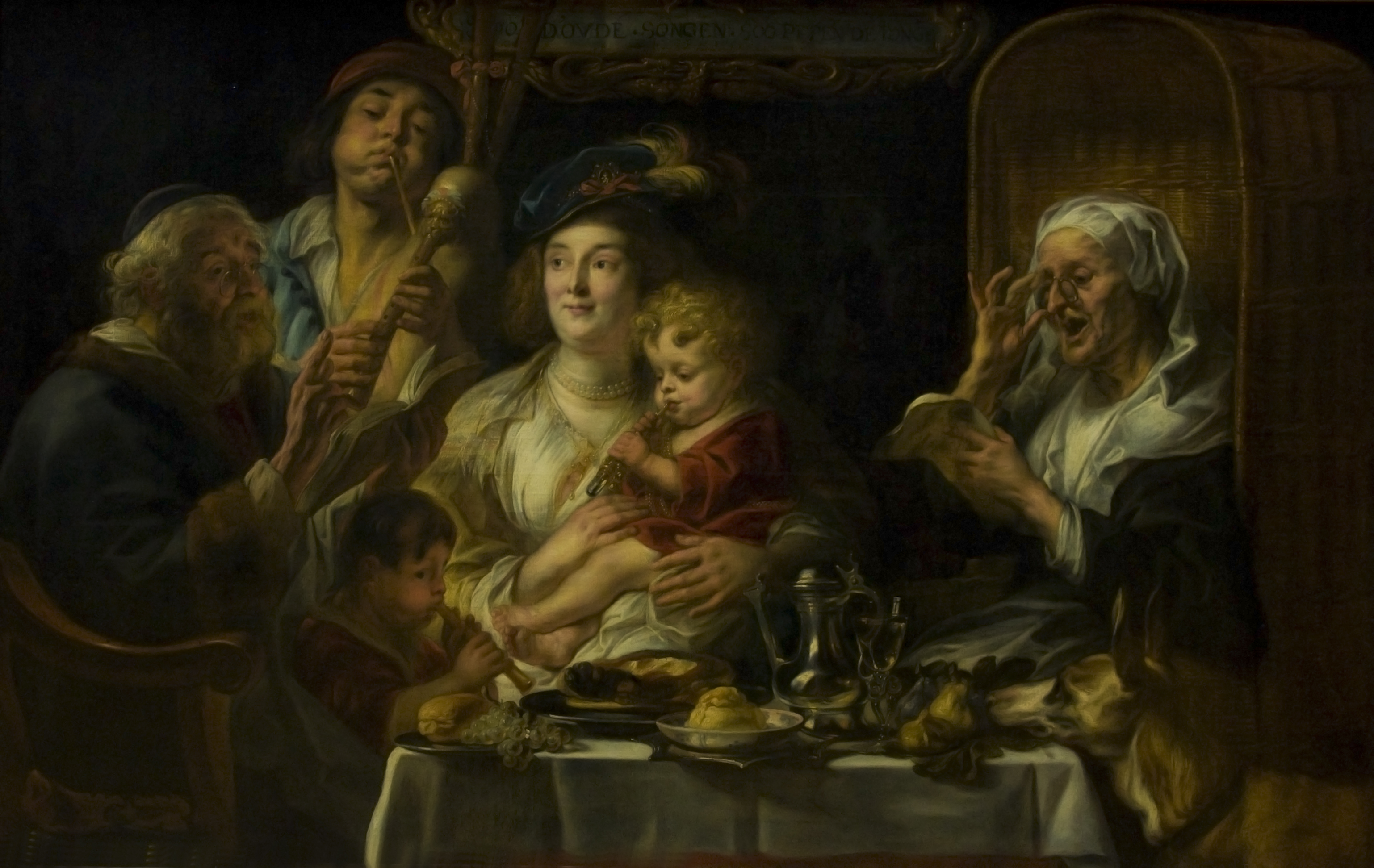
Zoals de ouden zongen, piepen de jongen van Jacob Jordaens in het KMSK te Antwerpen
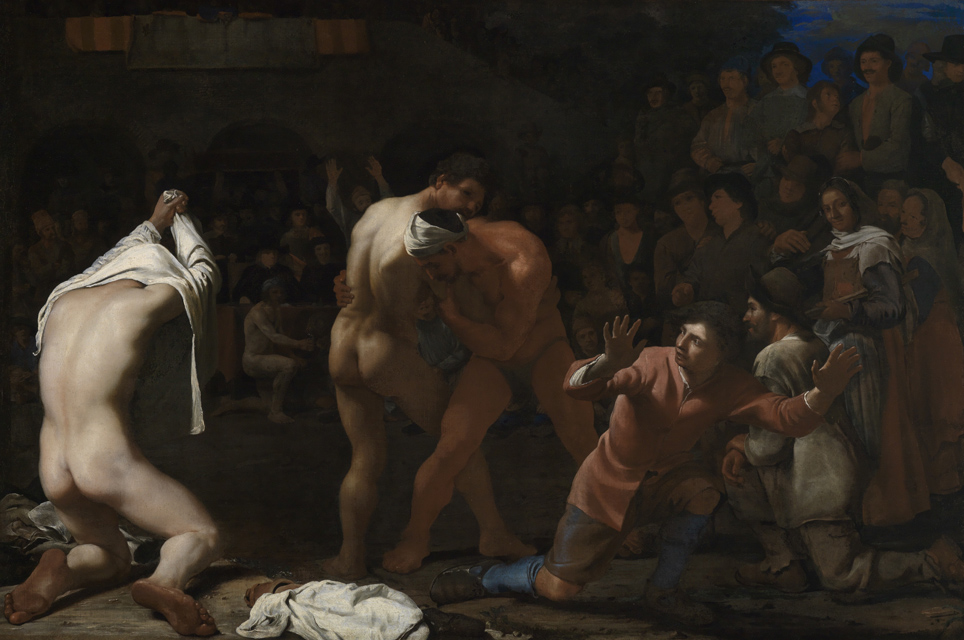
Worstelwedstrijd van Michael Sweerts
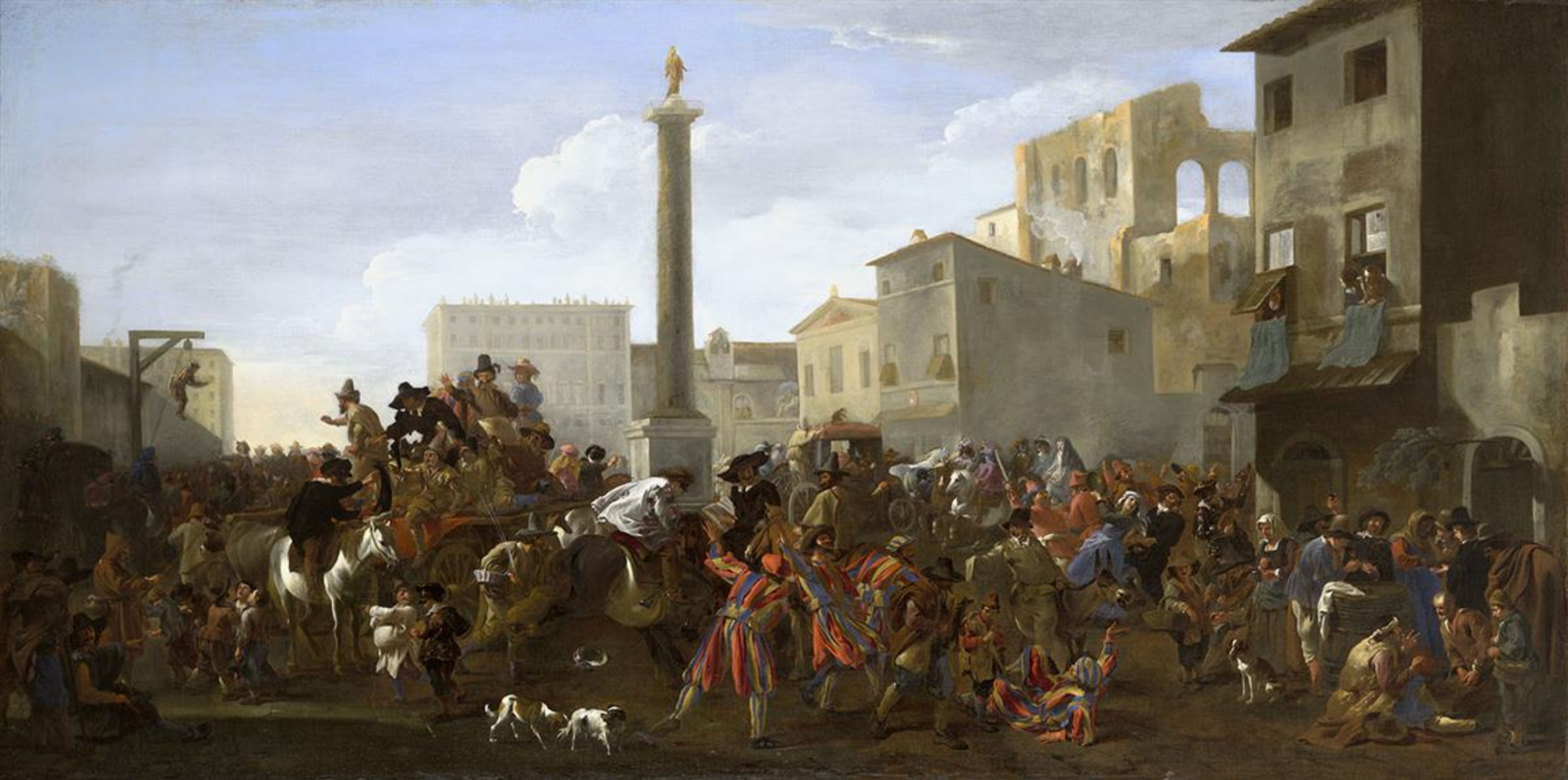
Carnaval op de Piazza Colonna te Rome (1645) van Jan Miel

## Landschapschilderkunst en marines

### Vroege landschapschilderkunst
Gillis van Coninxloo was een vernieuwende landschapschilder in Antwerpen, die een meer natuurlijke kijk introduceerde en niet het universeel landschap zoals dat op het doek werd gezet door schilders als Joachim Patinir. Hij beïnvloedde ook in sterke mate de landschapschilderkunst in het noorden via zijn verblijf in Amsterdam en als stichtend lid van de School van Frankenthal. Bos- en berglandschappen werden geschilderd door Abraham Govaerts, Alexander Keirincx, Gijsbrecht Leytens, Tobias Verhaecht en Joos de Momper. Paul Bril vestigde zich in Rome waar hij actief was als landschapschilder ter decoratie van Romeinse villa's.

### Rubens en schilders na hem
Jan Wildens en Lucas van Uden schilderden realistische landschappen die geïnspireerd waren door Rubens. Ze werkten vaak samen met specialisten in het schilderen van dieren en menselijke figuren om het hoofdthema op te vullen. Een voorbeeld van Rubens' landschapschilderkunst is het doek Landschap met een zicht op het Steen, bewaard in het National Gallery (Londen) waarbij hij zich focust op de omgeving rond zijn kasteel.

### Marines
Kleine marines, die men in Vlaanderen zeekens noemde, waren nog een populair genre. Kunstenaars zoals Bonaventura Peeters schilderden scheepswrakken en schepen op zee zowel als verzonnen zichten op exotische havens. Hendrik van Minderhout die afkomstig was van Rotterdam, vestigde zich in Antwerpen, ontwikkelde dit genre verder via invloeden van zeestukken uit de Nederlandse Republiek.

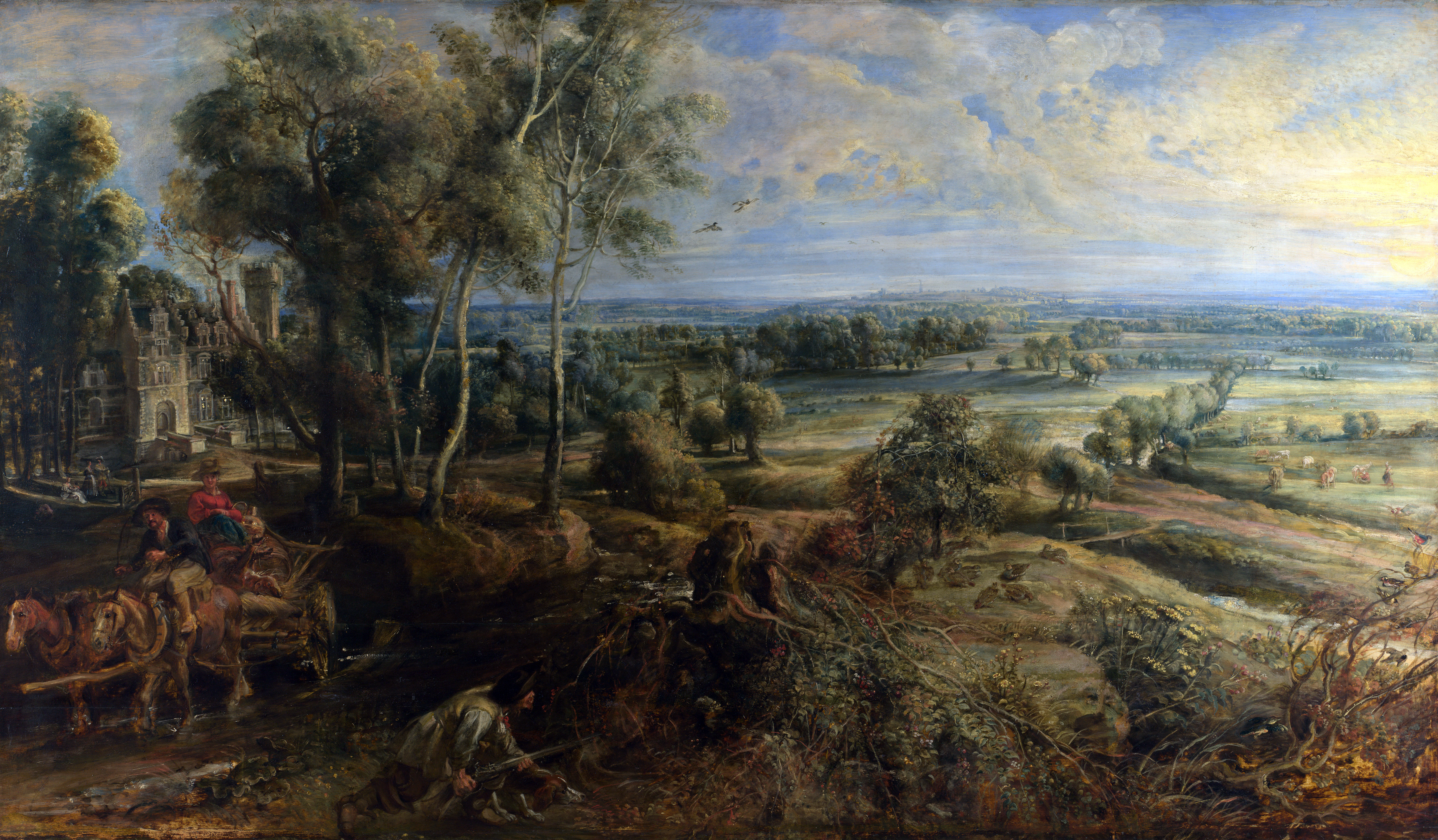
Landschap met een zicht op het Steen van Rubens
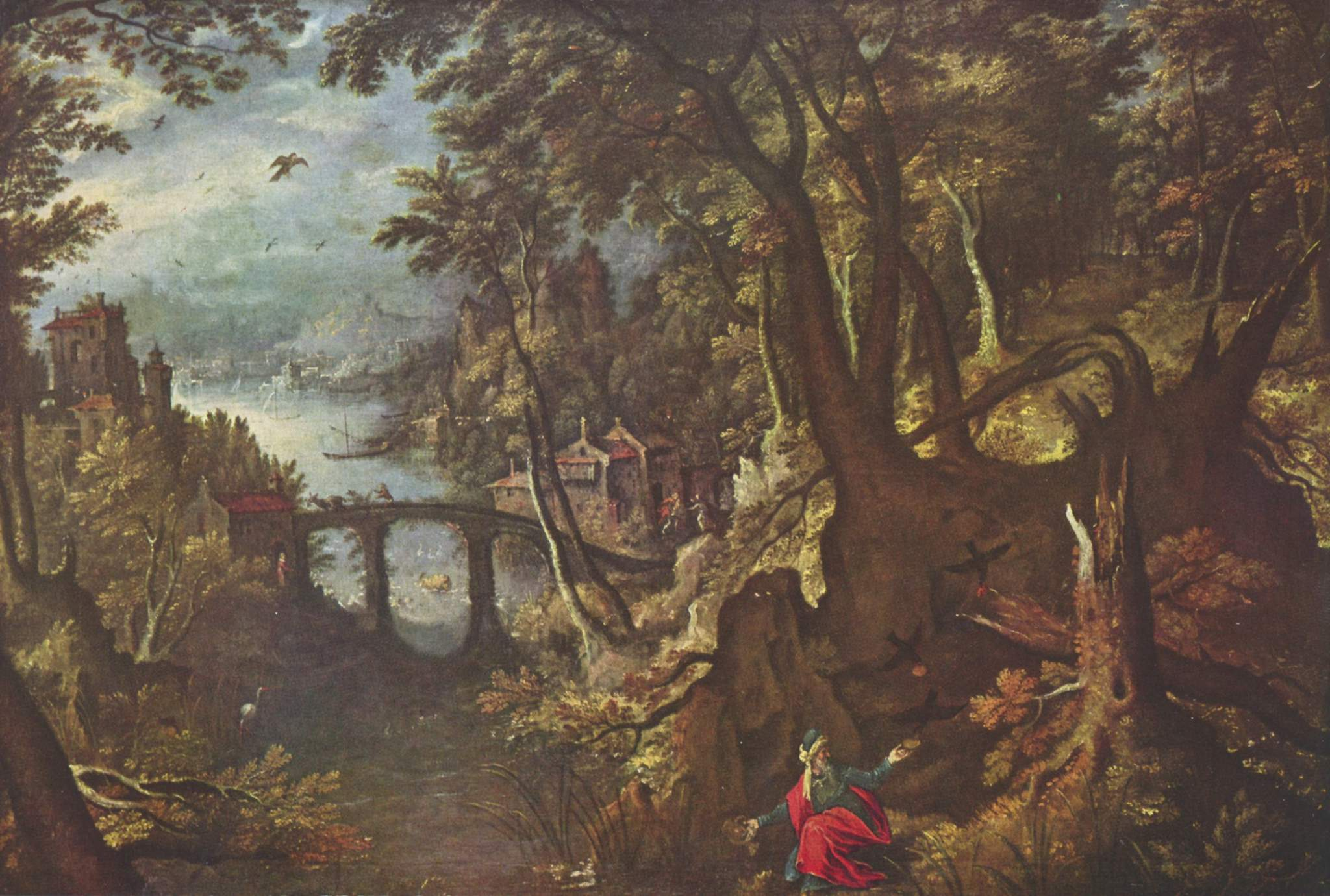
Elias gevoed door de raven van Gillis van Coninxloo
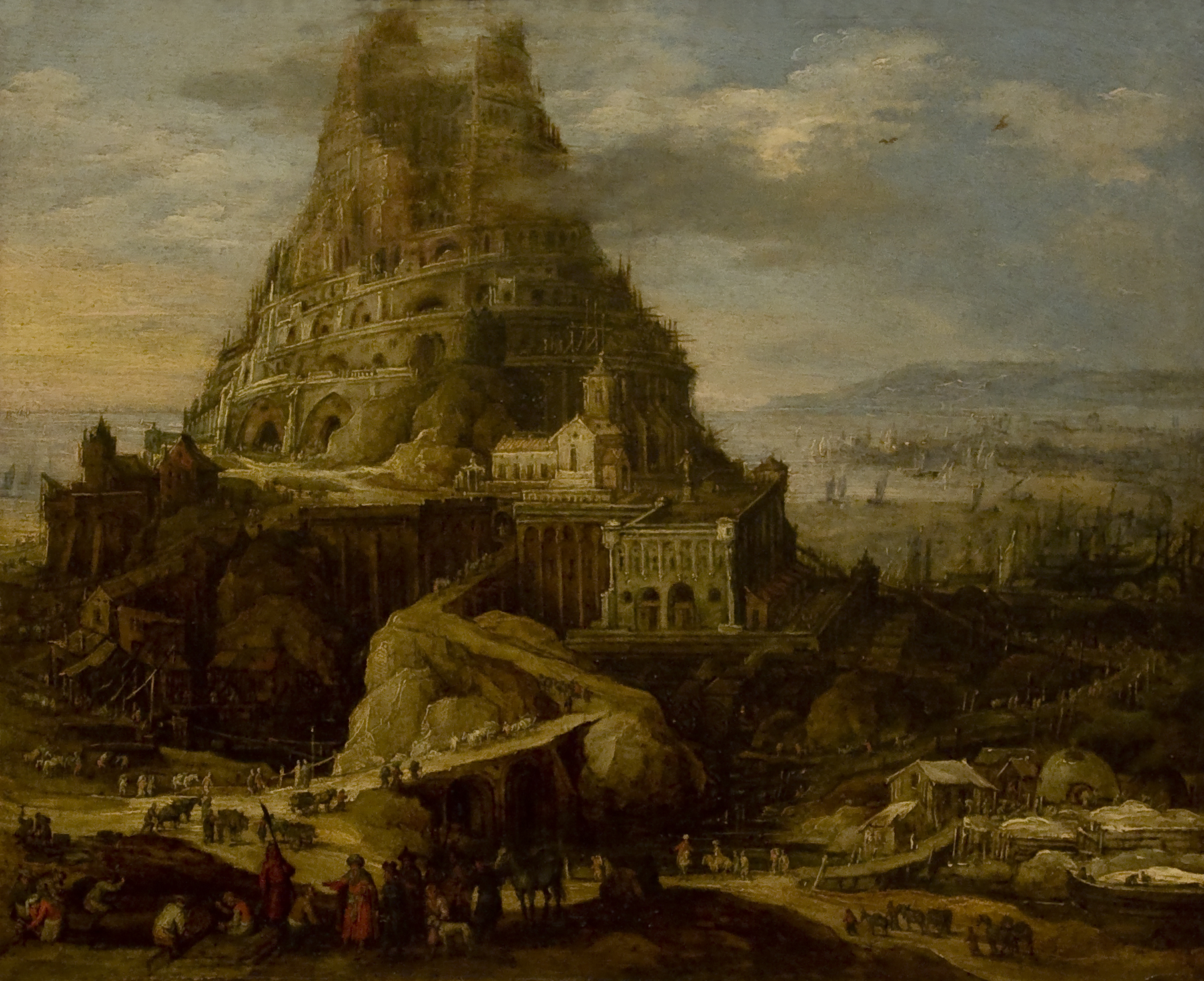
Toren van Babel van Joos de Momper
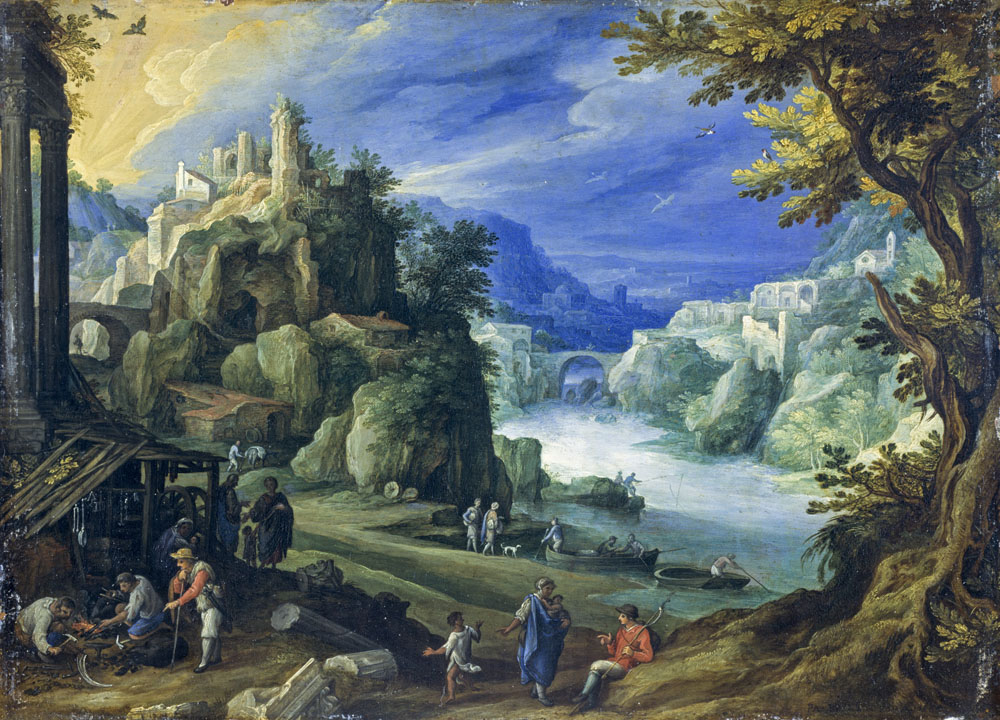
Gefantaseerd berglandschap van Paul Bril
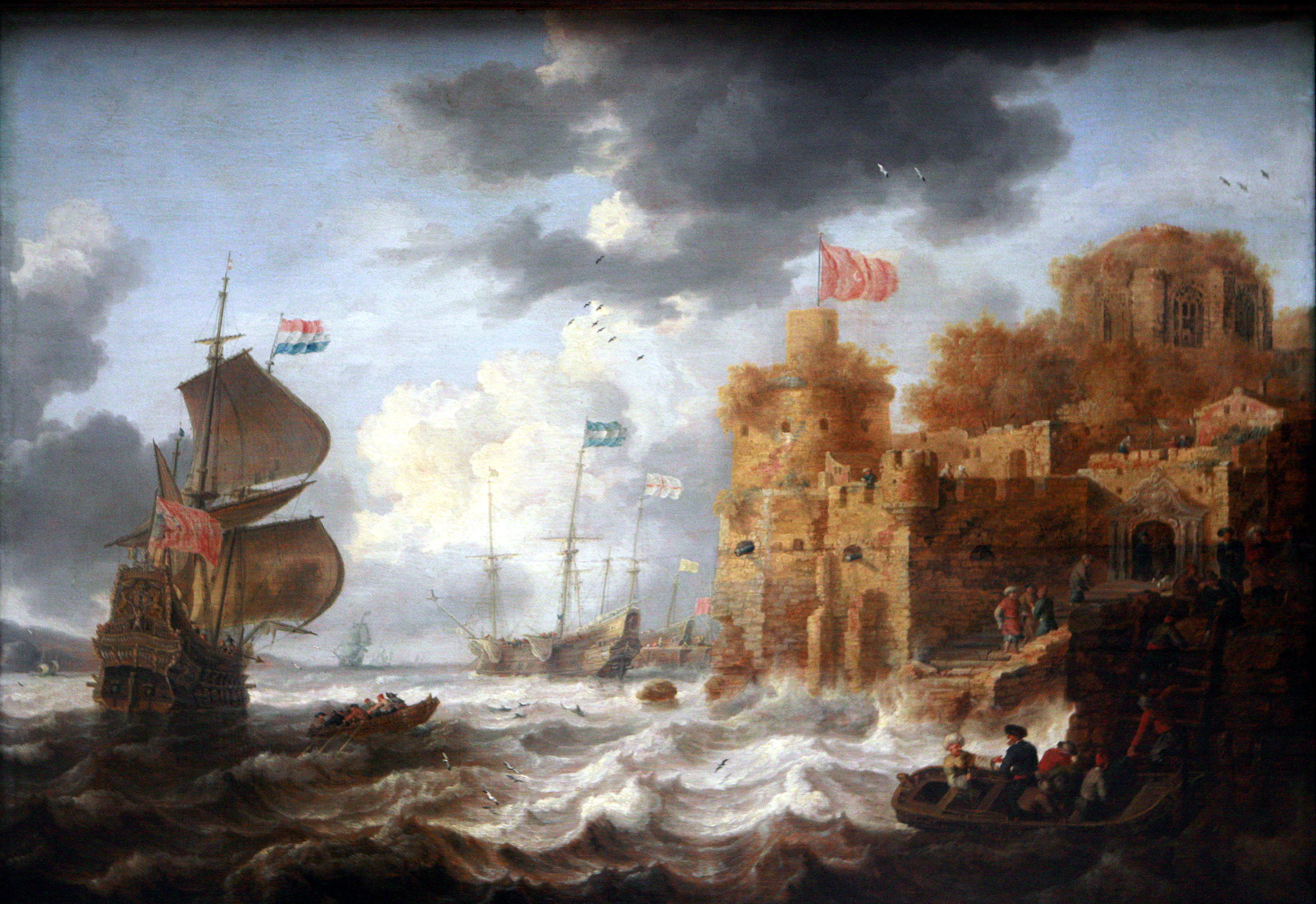
Een haven in de Orient van Bonaventura Peeters

## Architectuur en schilderkunst
Schilderijen van interieurs, meestal van kerken, ontwikkelden zich uit laat-16e-eeuwse doeken van Hans Vredeman de Vries, een kunstenaar uit het noorden die jarenlang in Vlaanderen werkte. Zijn schilderijen tonen bestaande locaties. Pieter Neeffs (I) schilderde een aantal interieurs van de Onze-Lieve-Vrouwekathedraal (Antwerpen) maar de Vlaamse kunstenaars bereikten niet hetzelfde niveau als dat van hun buren in het noorden zoals Pieter Jansz. Saenredam en Emanuel de Witte.

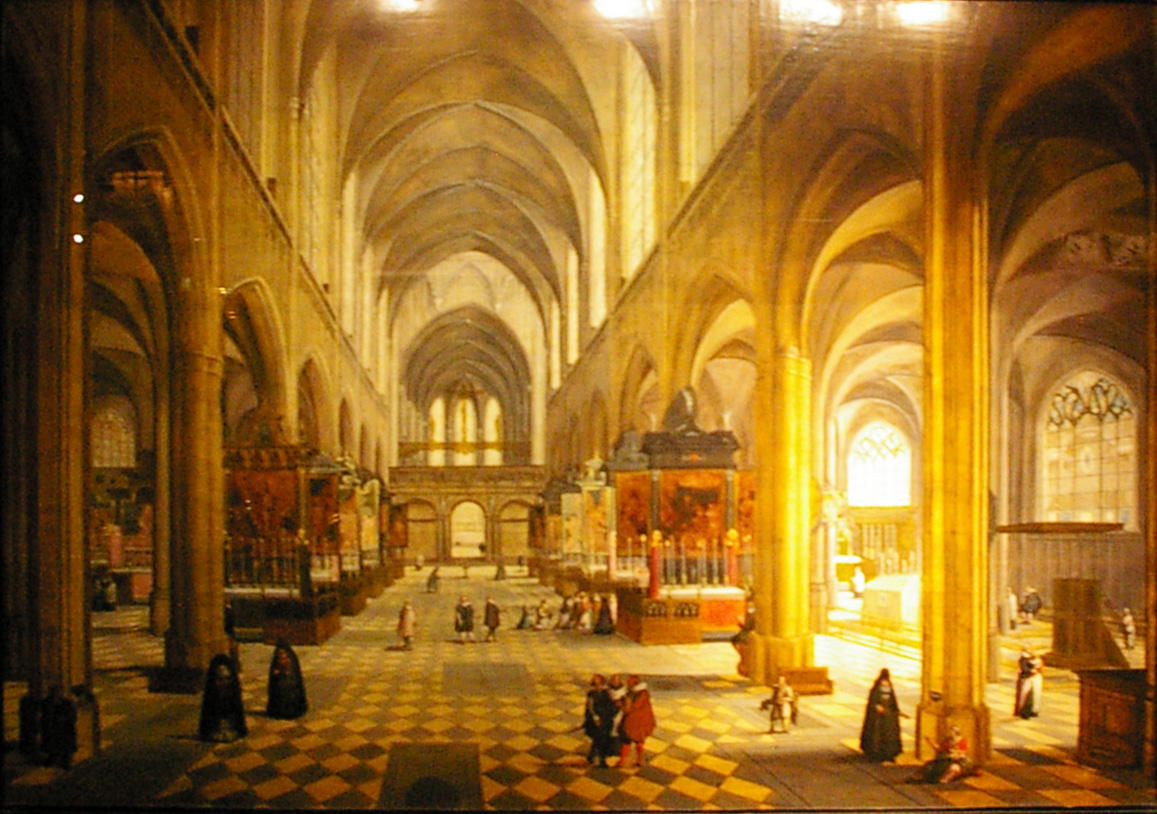
Interieur van de Onze-Lieve-Vrouwekathedraal van Antwerpen van Pieter Neeffs (I)
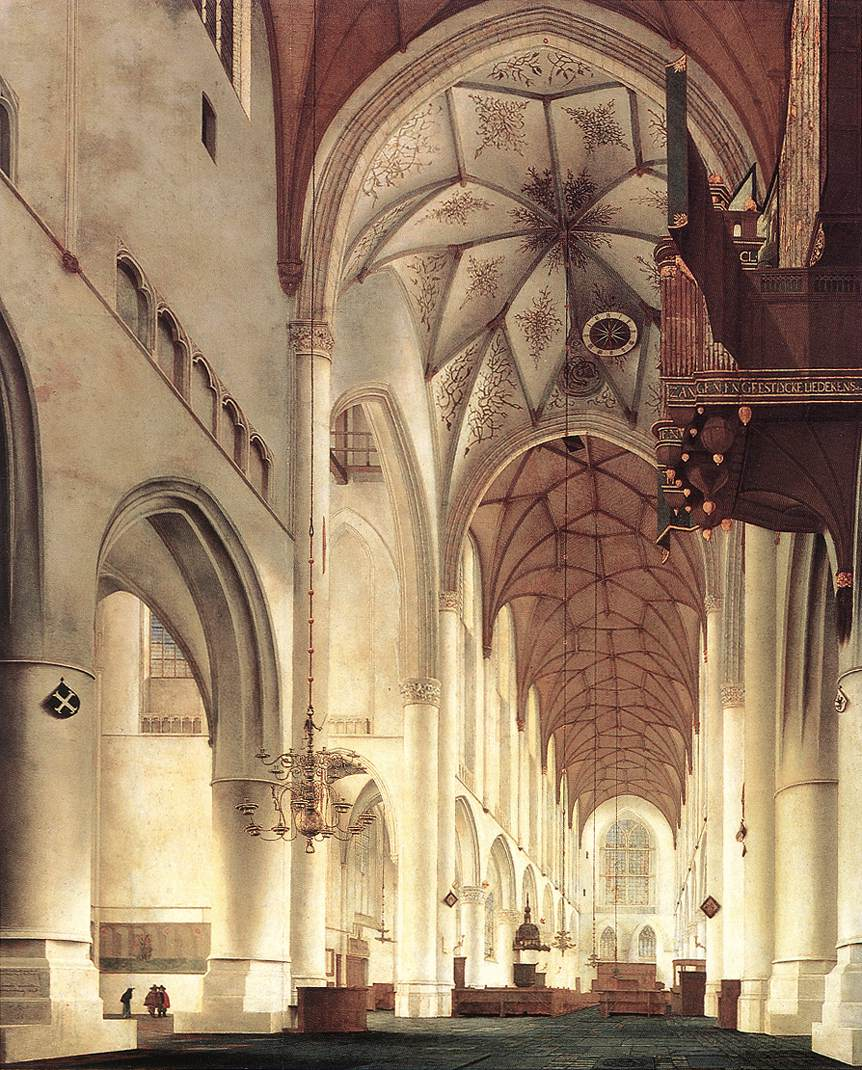
Interieur van de Sint-Bavokerk in Haarlem van Pieter Jansz. Saenredam

## Galerij- en kunstkamerschilderijen
Galerijschilderijen verschenen in Antwerpen rond 1610 en ontwikkelden zich, zoals de architecturale interieurs, vanuit de composities van Hans Vredeman de Vries. Een van de eerste vernieuwers van dit nieuwe genre was Frans Francken (II), dat bekend raakte als Preziosenwand (muur van kunstschatten). Allerlei kunstvoorwerpen en verzamelobjecten uit de natuur zoals schelpen en bloemen worden op de voorgrond afgebeeld tegen een wand die een Kunst- en rariteitenkabinet imiteert. Een gelijkaardige variatie van deze collecties zijn de werken van de Vijf Zintuigen van Jan Brueghel de Oude en Rubens (Pradomuseum in Madrid).
Willem van Haecht koos voor een andere variatie waarbij illustraties van bestaande kunstwerken in een gefantaseerde kunstgalerij worden getoond, terwijl kunstkenners er bewonderend naar kijken. De plaats van opstelling noemde men constcamer of pronkkamer. David Teniers II, die als hofschilder was aangesteld bij Leopold Willem van Oostenrijk, schilderde de kunstverzameling van de aartshertog van Italiaanse doeken in Brussel als een galerij. Vlaamse galerijschilderijen en doeken van kunstcollecties werden bekeken als een soort visuele kunsttheorie. In Antwerpen waren het vooral Gerard Thomas (1663-1721) en Balthasar van den Bossche (1681–1715) die bedreven waren in dit genre. Zij waren de voorlopers van de veduta en de galerijen van Giovanni Paolo Pannini. Het genre bleef in de 17e eeuw een vrijwel exclusief Antwerpse aangelegenheid.
De kunstkamerschilderij van Willem van Haecht (zie afbeelding) toont de vermogende burgerij die zich liet afbeelden in een denkbeeldige ruimte met de pracht van hun kunstcollectie. De linkerzijde van dit schilderij toont een aantal belangrijke figuren uit die tijd zoals de Infante Isabella en Aartshertog Albrecht, Peter Paul Rubens en prins Władysław van Polen (man met zwarte hoed die de galerij bezoekt) en ook de gastheer zelf die een schilderij aanwijst. Men ziet vooraanstaande figuren die een schilderij keuren of samen een wereldbol bestuderen. Daarnaast werpen wij onuitgenodigd een blik op het decor waarin deze personen zich bewegen bestaande uit afbeeldingen van werken van Van Eyck, Bruegel, Rafaël en Titiaan.

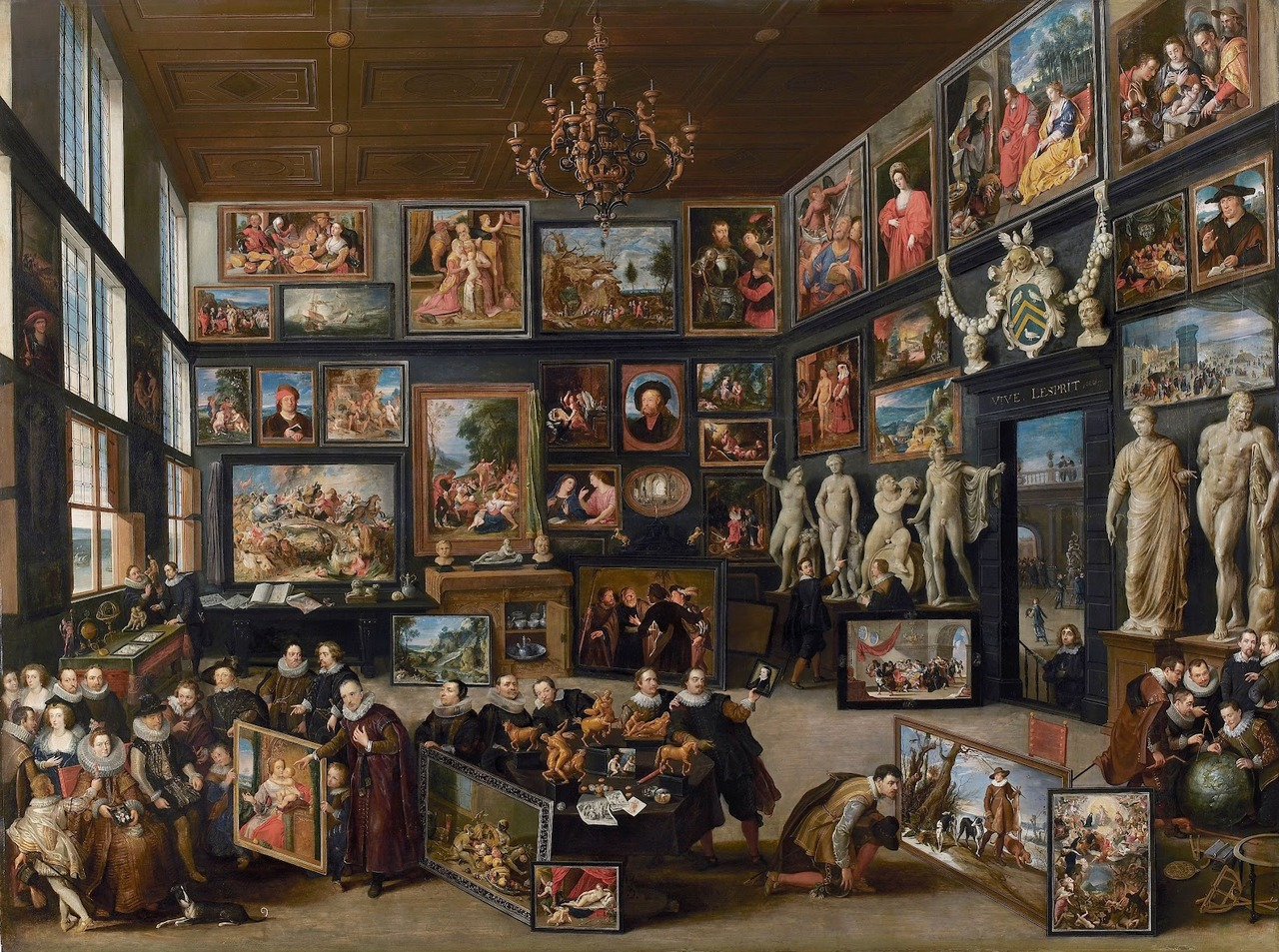
De kunstkamer van Cornelis van der Geest door Willem van Haecht

## Stillevens en schilderijen van dieren

### Bloemenschilderijen
Jan Brueghel de Oude was een van de belangrijkste vernieuwers van het stilleven met bloemen als thema. Deze doeken tonen met veel accuratesse-uitgevoerde composities van niet in de natuur voorkomende bloemen die altijd bloeien. Ze waren zeer populair bij de hogere standen van heel Europa en hebben meestal een dubbele bodem waarin vanitas verborgen zit. De doeken van Brueghel hadden invloed op latere bloemenschilderijen in de Lage Landen. Brueghels zonen, Jan Brueghel de Jonge en Ambrosius Brueghel waren ook bloemenspecialisten. Osias Beert (1580–1624) was een andere vermeldenswaardige bloemenschilder aan het begin van de 17e eeuw. Zijn schilderijen tonen dan weer veel overeenkomsten met werken van de noordelijke tijdgenoten zoals Ambrosius Bosschaert de Oude.

### Schilderijen van guirlandes
Nauw verwant met stillevens met bloemen als motief is het genre waarin bloemenguirlandes worden getoond, ontwikkeld door Jan Brueghel de Oude in samenwerking met kardinaal Federico Borromeo in Milaan. Vroege versies van deze schilderijen zoals het doek dat ontstond door de samenwerking van Rubens en Jan Brueghel de Oude (Alte Pinakothek, München) tonen de maagd Maria en Christus omgeven door een guirlande van bloemen. Ze worden geïnterpreteerd als doeken van de Contrareformatie, met de bloemen die de nadruk leggen op de aandoenlijkheid van de afbeeldingen van Maagd en Kind waarvan er zovele werden vernietigd tijdens de godsdiensttroebelen van de 16e eeuw. Een van Brueghels leerlingen, de jezuïet Daniël Seghers schilderde een aantal van deze schilderijen voor een internationaal cliënteel. De meer vleselijke Madonna's waren aanleiding tot het betreden van nieuwe paden in de beeldhouwkunst met zelfs heidense thema's.

### Stillevens van het ontbijt en banket
Het ontbijtje', is een type van stilleven dat zowel in het noorden als het zuiden populair was. Deze doeken toonden een brede waaier aan voedingsmiddelen zoals kaas, brood, vlees, vis, gevogelte, noten en drink- en eetgerei tegen een neutrale achtergrond. Osias Beert, Clara Peeters, Cornelis Mahu en Jacob van Es bedreven dit soort schilderijen. Meer gedetailleerd en luxueus waren stillevens die men voor het eerst in het noorden zag en naar Antwerpen werden gebracht door Jan Davidsz. de Heem. Deze doeken tonen, op een grotere schaal dan vroegere werken, complexe composities van dure producten, zeldzame eetwaren en fruit. De thema's van deze werken zijn gerelateerd aan vanitas en vergankelijke onderwerpen.

### Stillevens met dieren
Frans Snyders (1579–1657) schilderde grote doeken met stillevens die dode dieren en wild toonden. Zijn composities, samen met die van zijn volgeling Adriaen van Utrecht (1599–1652) verwijzen naar de 16e-eeuwse schilderijen van Joachim Beuckelaer, maar verrijken ze met de monumentaliteit van de hoogbarok. Latere kunstenaars zoals Jan Fijt en Pieter Boel werkten dit genre verder uit door levende dieren te tonen tussen dood wild. Deze doeken relateren sterk aan de afbeeldingen van de jacht van Vlaamse meesters die tijdens de 17e eeuw in de mode kwamen.

### Jachtscènes
Rubens maakte de weg vrij voor monumentale jachtscènes die op een grote schaal gevechten tussen dieren toonden. Dit was het gevolg van zijn studies van de klassieke oudheid en Leonardo da Vinci's werk De slag van Anghiari. Deze doeken tonen de hogere klasse tijdens de jacht op wolven en vossen en de jacht in exotische oorden zoals de leeuwenjacht. Frans Snyders en Paul de Vos creëerden gelijkaardige werken maar zij onderscheiden zich van Rubens door hun focus op de dieren en de afwezigheid van menselijke activiteit.

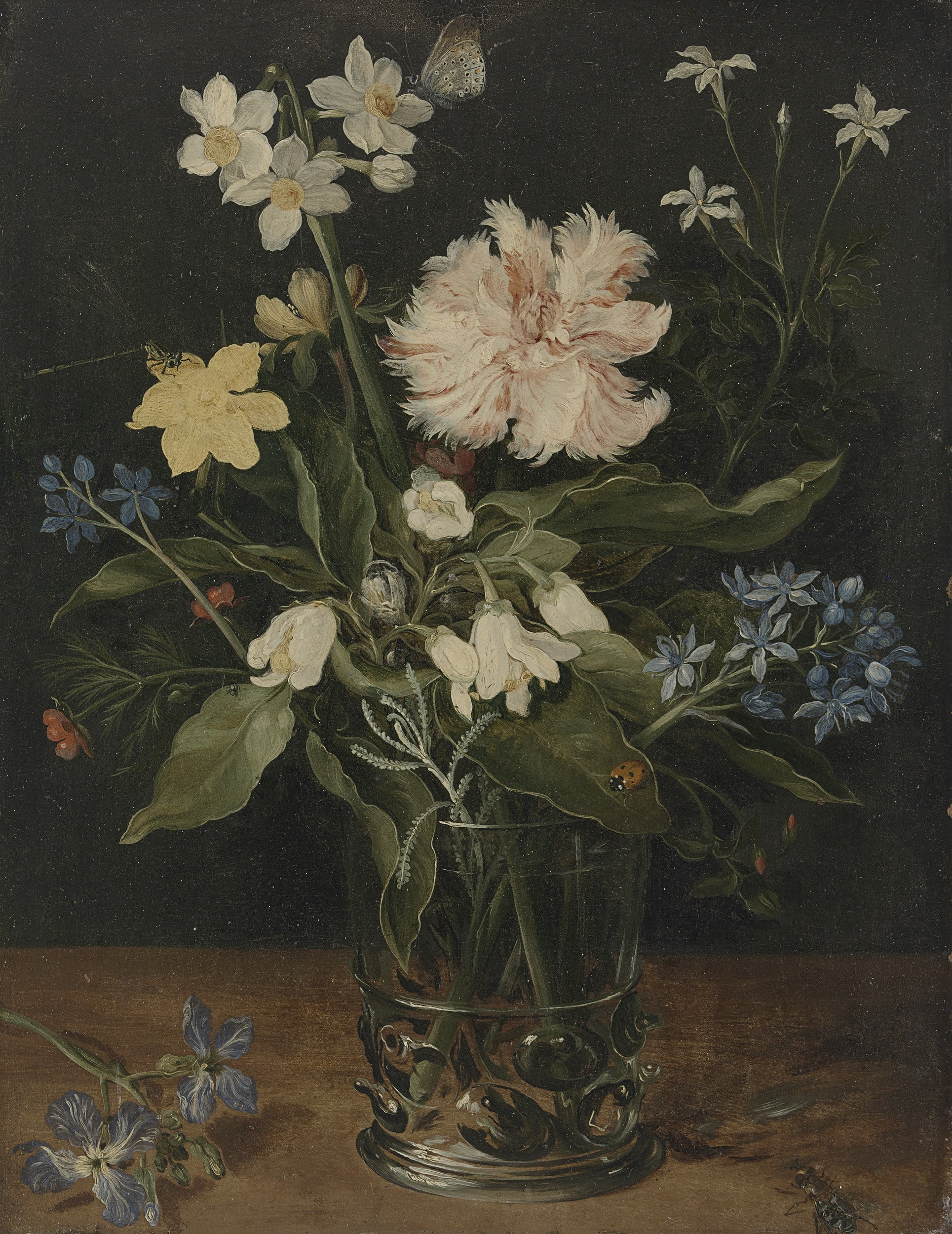
Stilleven met bloemen in een glas van Jan Brueghel de Oude
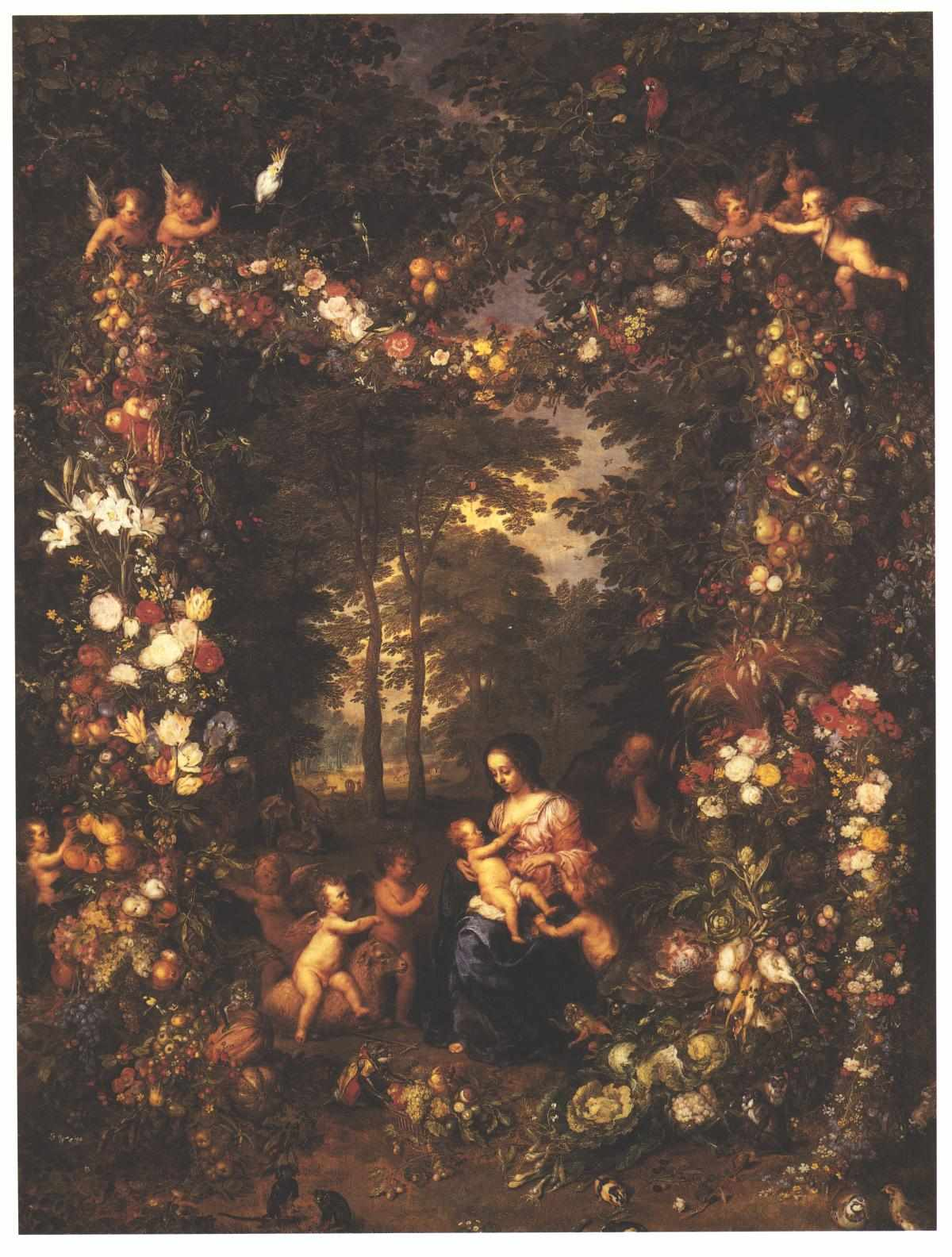
De Heilige Familie omringd door een guirlande van bloemen en vruchten van Jan Brueghel de Oude
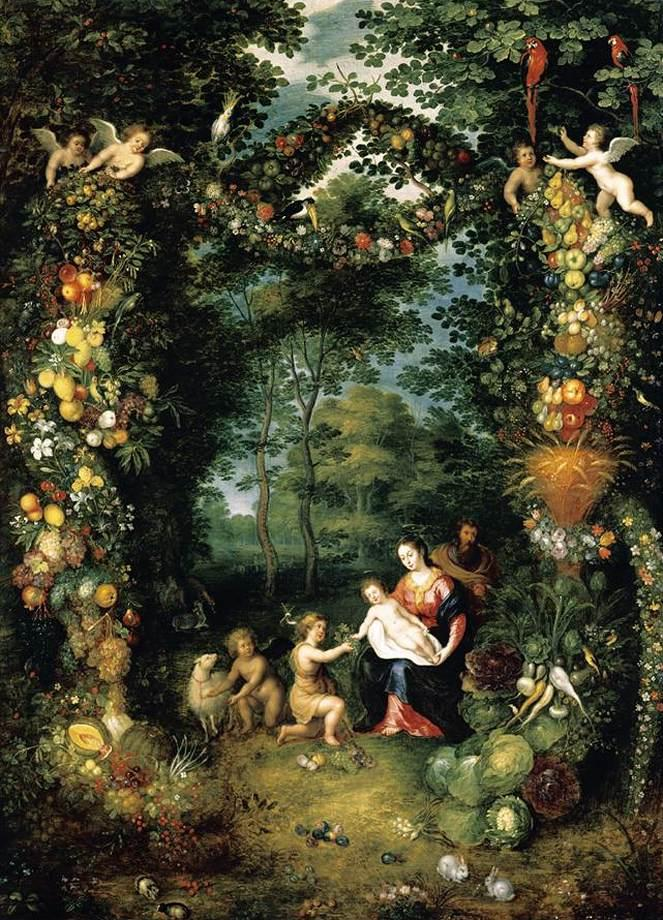
De Heilige Familie met Johannes van Jan Brueghel de Jonge
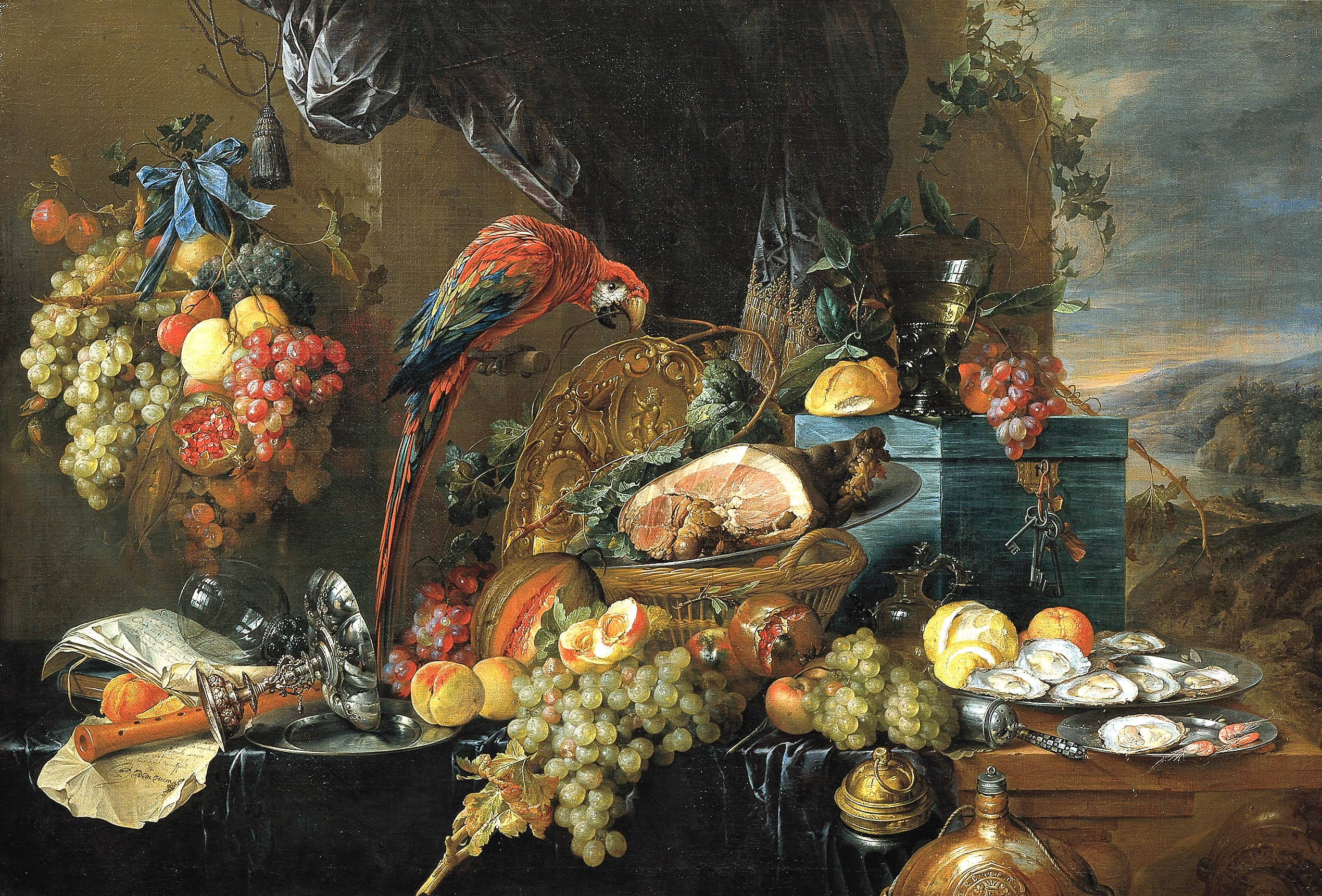
Een rijke tafel met papegaai van Jan Davidsz. de Heem
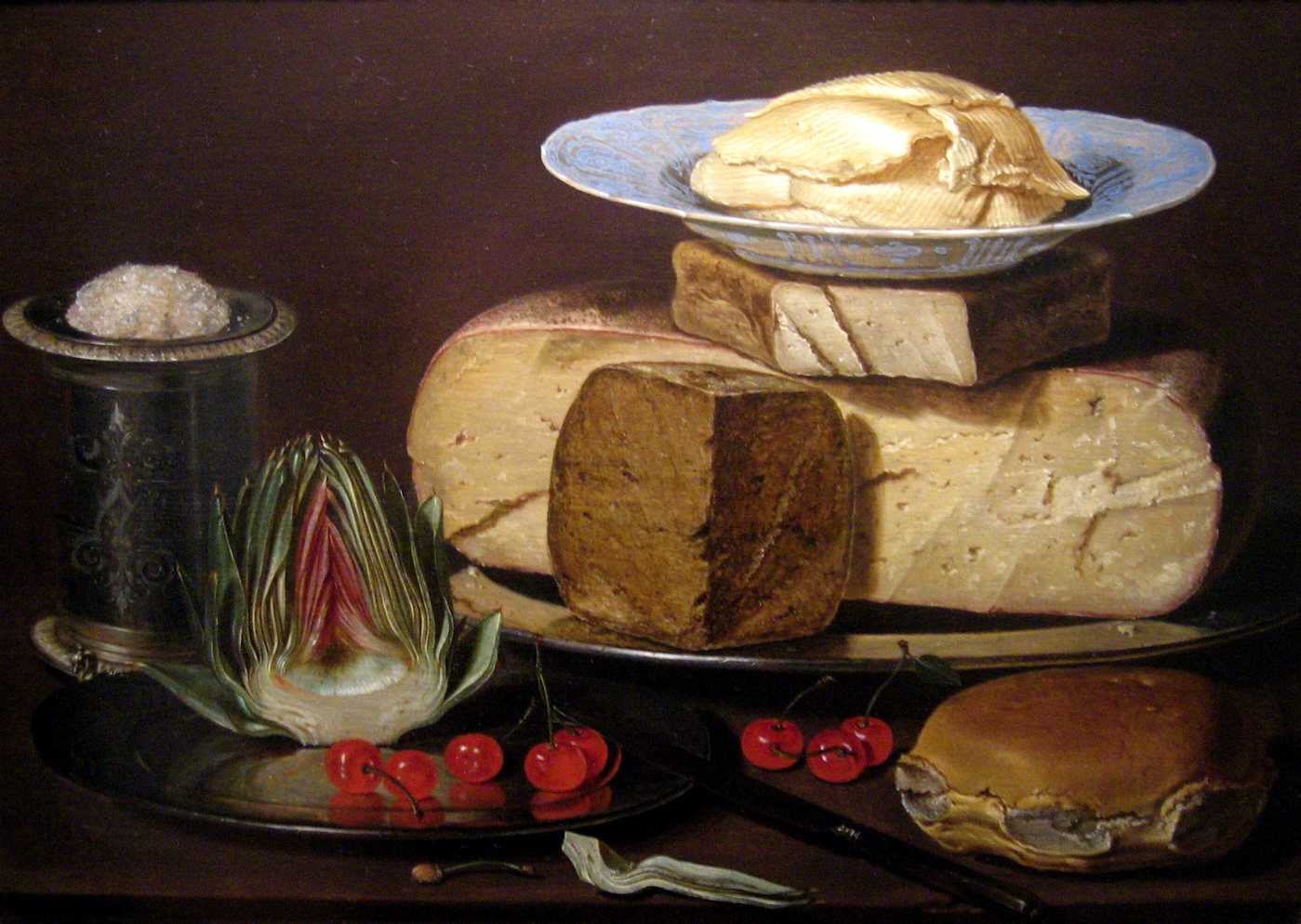
Stilleven van Clara Peeters
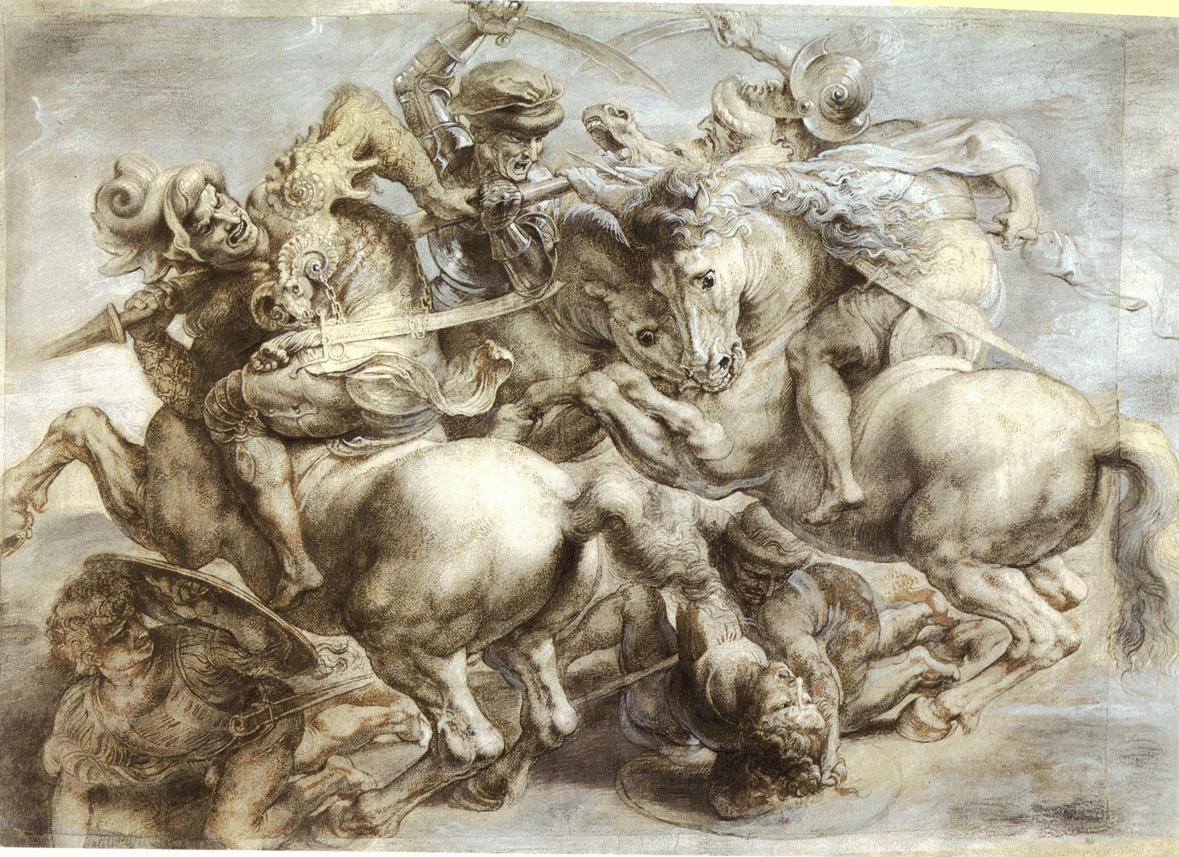
Rubens' kopie van De slag van Anghiari

## Kabinetstukken
Een kabinetstuk is een klein schilderij, meestal niet groter dan zestig cm in iedere richting, met over het algemeen historische of Bijbelse onderwerpen. Ze werden tijdens de 17e eeuw in grote aantallen in de Zuidelijke Nederlanden gecreëerd door meestal anoniem gebleven kunstenaars. Schilders zoals Jan Brueghel de Oude, Hendrik van Balen, Frans Francken (II) en Hendrik de Clerck waren succesvolle kabinetschilders gedurende de eerste helft van de 17e eeuw. Zij en ook de volgelingen van Adam Elsheimer zoals David Teniers I bleven voor een stuk gevangen in de tendensen van het maniërisme. Onder invloed van Rubens deed de barokstijl zijn intrede in deze kleine doeken. Schilders zoals Frans Wouters, Jan Thomas van Ieperen, Simon de Vos, Pieter van Lint en Willem van Herp zijn enkele van hen. Deze kabinetstukken verkocht men overal in Europa en via Spanje in Latijns-Amerika.

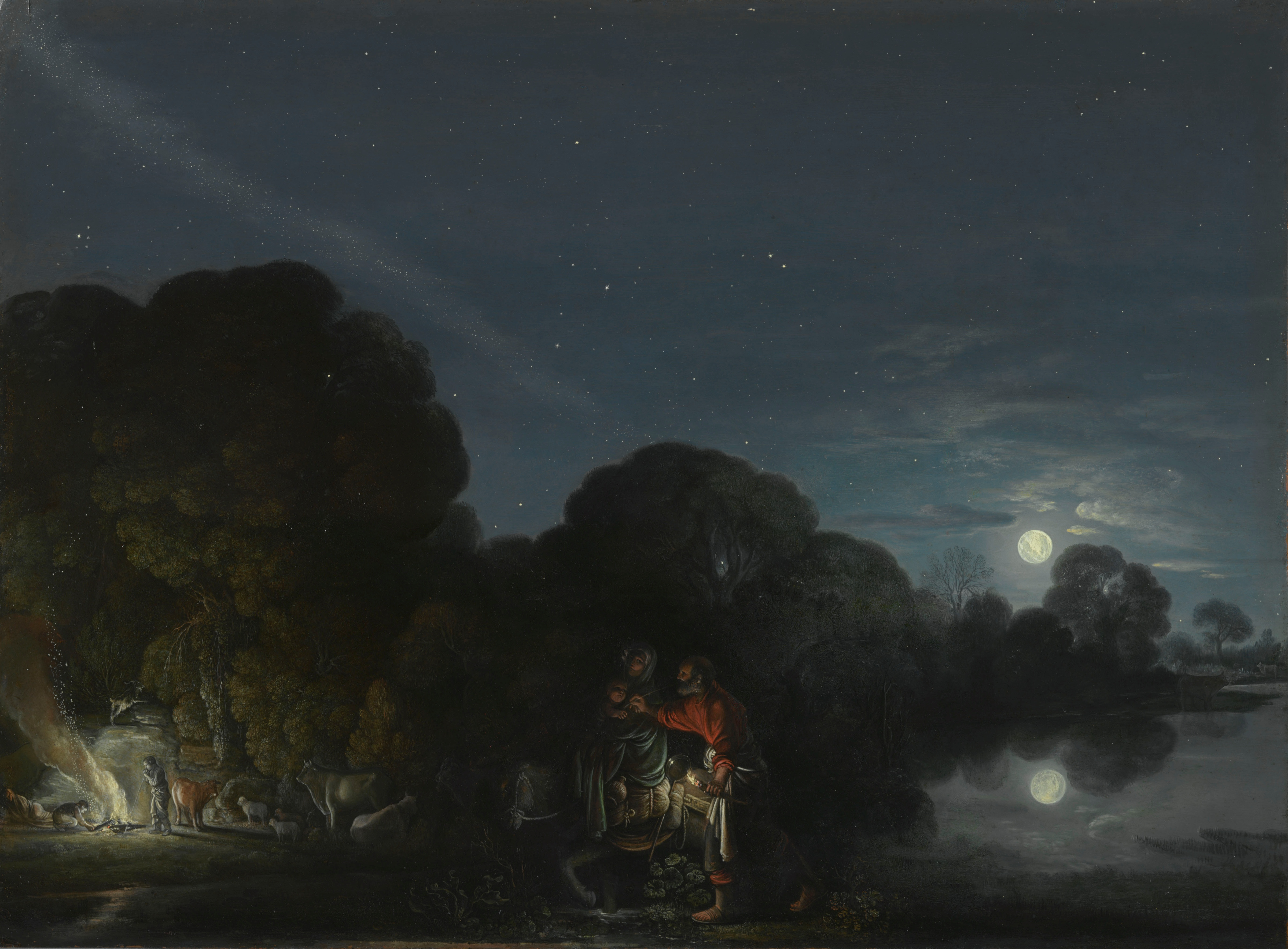
Vlucht naar Egypte van Adam Elsheimer, doek 31 x 42 cm
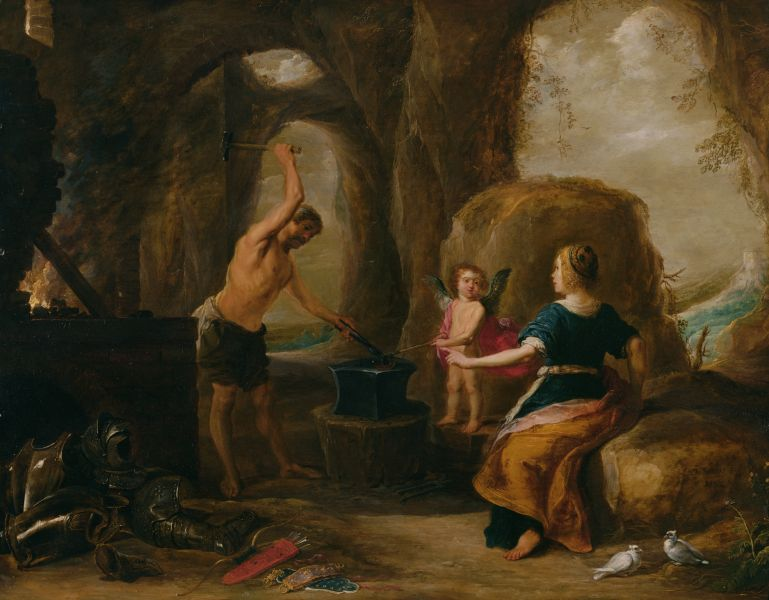
Venus bezoekt de smidse van Vulcanus van David Teniers I, doek 47 x 60 cm
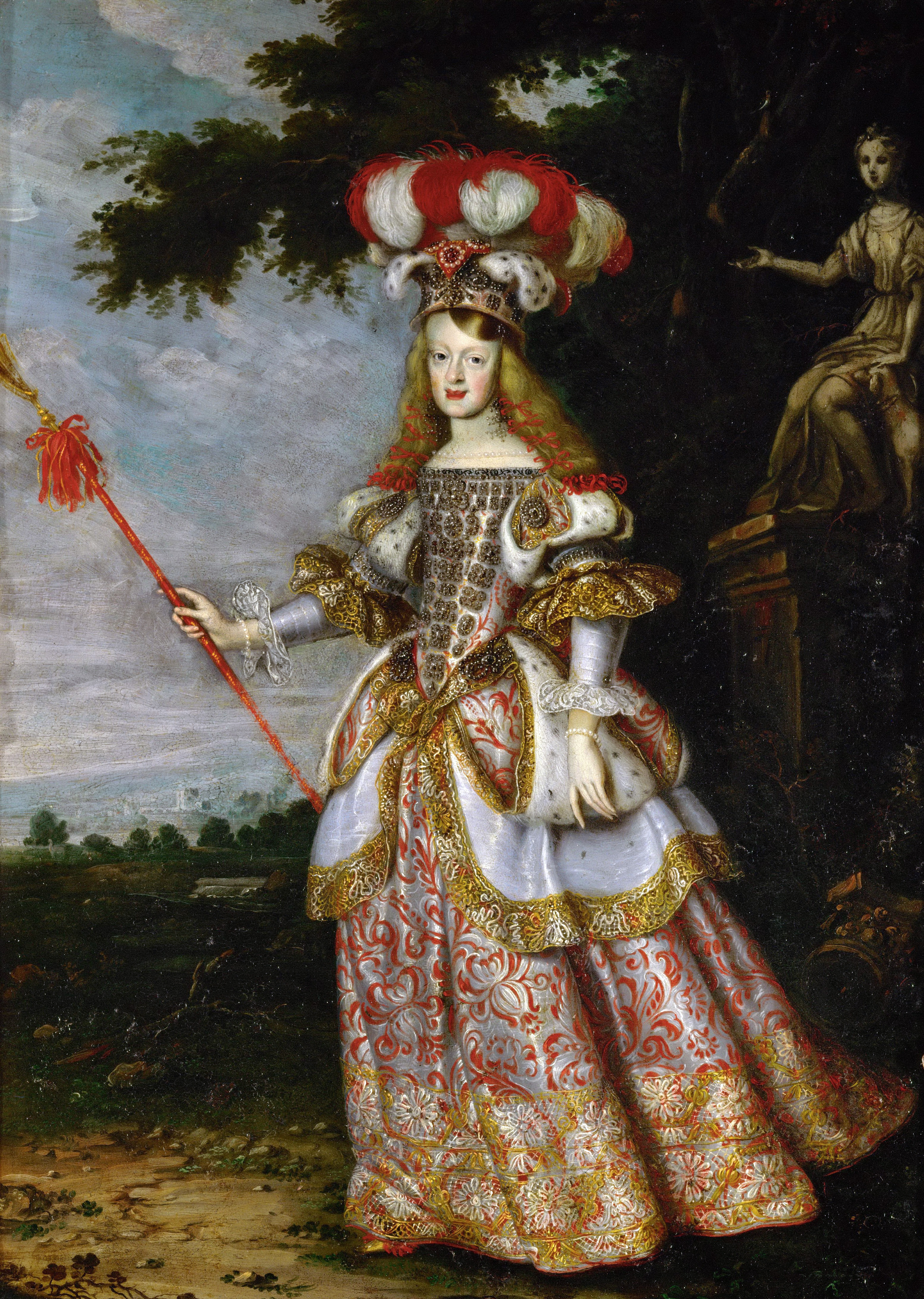
Infante Margaretha-Theresa (1551-1573), van Jan Thomas van Ieperen, doek 33 x 24 cm